# Savage Sword of Conan
The Savage Sword of Conan è una serie a fumetti edita dalla Marvel Comics dal 1974 al 1995, per poi essere rilanciata da aprile 2019 a febbraio 2020, inizialmente scritta da Roy Thomas e disegnata da John Buscema, dedicata principalmente al personaggio di Conan il barbaro.
A partire dal 2024 la casa editrice Titan Comics riprende la pubblicazione della serie con le medesime caratteristiche.
L'edizione italiana ha iniziato a essere pubblicata a ottobre 1975 ad opera di Editoriale Corno a cui è succeduta Comic Art e infine Marvel Italia, che è poi stata acquistata da Panini Comics.

## Storia editoriale
Savage Sword of Conan era un fumetto in bianco e nero in formato magazine e la sua pubblicazione era inizialmente affidata alla Curtis Magazines, un'etichetta della casa editrice Marvel Comics, ma dal numero 61 venne pubblicata direttamente dalla Marvel entrando a far parte del Marvel Magazine Group. La serie debuttò nell'agosto 1974 e durò fino al luglio 1995, contando 235 albi.
Per via del suo formato la serie non dovette conformarsi al Comics Code, diventando uno dei più popolari fumetti degli anni '70. Roy Thomas fu il curatore e il principale autore nei primi anni di pubblicazione e fu affiancato e succeduto da Neal Adams, Dick Giordano, Barry Windsor-Smith, John Buscema, Alfredo Alcala, Jim Starlin, Al Milgrom, Pablo Marcos e Walter Simonson. Contrariamente alla serie Conan the Barbarian le storie raccontate non sono sempre in ordine cronologico e coprono, anzi, diversi momenti della vita del protagonista.
La serie ha avuto anche uno speciale autoconclusivo, pubblicato nel giugno 1975, contenente solo ristampe: Attenti all'ira di Anu da Conan il barbaro 10, La rete del dio-ragno da Conan il barbaro 13. A queste si aggiungono due storie con protagonista Kull di Valusia: La danza di morte di Thulsa Doom! da Kull il conquistatore 3 e La palude proibita da Monsters on the Prowl 16.

## Pubblicazioni

### 1974
| Nr. | Data     | TItolo                                                                                     | Titolo italiano                   | Sceneggiatura             | Disegni             | Copertina              | Prima edizione italiana                       | Data italiana |
| --- | -------- | ------------------------------------------------------------------------------------------ | --------------------------------- | ------------------------- | ------------------- | ---------------------- | --------------------------------------------- | ------------- |
| 1   | Agosto   | Curse of the Undead-Man                                                                    | La maledizione del non-morto      | Roy Thomas                | John Buscema        | Boris Vallejo          | Conan e Ka-Zar 17 (Editoriale Corno)          | Ottobre 1975  |
| 1   | Agosto   | Red Sonja                                                                                  | n/a                               | Roy Thomas                | Esteban Maroto      | Boris Vallejo          | Conan e Ka-Zar 36 (Editoriale Corno)          | Luglio 1976   |
| 1   | Agosto   | Blackmark                                                                                  | n/a                               | Gil Kane e Archie Goodwin | Gil Kane            | Boris Vallejo          | Inedito                                       | n/a           |
| 1   | Agosto   | The Frost Giant's Daughter                                                                 | La figlia del gigante dei ghiacci | Roy Thomas                | Barry Windsor-Smith | Boris Vallejo          | Gli Albi dei Super-Eroi 33 (Editoriale Corno) | Luglio 1974   |
| 2   | Ottobre  | Part 1: Black Colossus, Part 2: Hordes of the Veiled One, Part 3: Chariot of the Man-Demon | Colosso Nero                      | Roy Thomas                | John Buscema        | Neal Adams             | Conan e Ka-Zar 33 (Editoriale Corno)          | Giugno 1976   |
| 2   | Ottobre  | Blackmark Part 2                                                                           | n/a                               | Gil Kane e Archie Goodwin | Gil Kane            | Neal Adams             | Inedito                                       | n/a           |
| 2   | Ottobre  | The Beast from the Abyss                                                                   | n/a                               | Steve Englehart           | Howard Chaykin      | Neal Adams             | Inedito                                       | n/a           |
| 3   | Dicembre | Chapter 1: At the Mountain of the Moon-God, Chapter 2: Where Dark Death Soars              | La montagna del Dio-Luna          | Roy Thomas                | John Buscema        | Michael William Kaluta | Conan e Ka-Zar 35 (Editoriale Corno)          | Luglio 1976   |
| 3   | Dicembre | Blackmark Part 3                                                                           | n/a                               | Gil Kane e Archie Goodwin | Gil Kane            | Michael William Kaluta | Inedito                                       | n/a           |
| 3   | Dicembre | Kull of Atlantis                                                                           | n/a                               | Robert E. Howard (testo)  | Barry Windsor-Smith | Michael William Kaluta | Inedito                                       | n/a           |
| 3   | Dicembre | Demons at the Summit                                                                       | I demoni della vetta              | Roy Thomas                | Tony DeZuniga       | Michael William Kaluta | Conan e Ka-Zar 36 (Editoriale Corno)          | Luglio 1976   |

### 1975
| Nr. | Data     | TItolo | Titolo italiano                                                    | Sceneggiatura             | Disegni         | Copertina                    | Prima edizione italiana                      | Data italiana                |
| --- | -------- | --- | ------------------------------------------------------------------ | ------------------------- | --------------- | ---------------------------- | -------------------------------------------- | ---------------------------- |
| 4   | Febbraio | Part 1: Iron Shadows in the Moon | Ombre di ferro sulla Luna                                          | Roy Thomas                | John Buscema    | Boris Vallejo                | Conan e Ka-Zar 37 (Editoriale Corno)         | Agosto 1976                  |
| 4   | Febbraio | Part 2: What Dreams May Come... | Le statue viventi                                                  | Roy Thomas                | John Buscema    | Boris Vallejo                | Conan e Ka-Zar 38 (Editoriale Corno)         | Agosto 1976                  |
| 4   | Febbraio | Part 3: The Haunting and the Horror | La caccia e l'orrore                                               | Roy Thomas                | John Buscema    | Boris Vallejo                | Conan e Ka-Zar 39 (Editoriale Corno)         | Settembre 1976               |
| 4   | Febbraio | Blackmark Part 4 | n/a                                                                | Gil Kane e Archie Goodwin | Gil Kane        | Boris Vallejo                | Inedito                                      | n/a                          |
| 5   | Aprile   | A Witch Shall Be Born, A People Betrayed, The Tree of Death, A Letter to Nemedia, ...And Dwell in Darkness, Wolves of the Desert, The Voice in the Crystal, The Shadow from the Temple | Nascerà una strega                                                 | Roy Thomas                | John Buscema    | John Buscema e Boris Vallejo | Conan la Spada Selvaggia 5 (Comic Art)       | Gennaio 1987                 |
| 6   | Giugno   | The Sleeper Beneath the Sands | Il dormiente delle sabbie                                          | Roy Thomas                | Sonny Trinidad  | Alex Nino e Frank Magsino    | Conan la Spada Selvaggia 2, 3, 4 (Comic Art) | Ottobre 1986 - Dicembre 1986 |
| 6   | Giugno   | People of the Dark | Il popolo del buio                                                 | Roy Thomas                | Alex Nino       | Alex Nino e Frank Magsino    | Conan 6 (Editoriale Corno)                   | Maggio 1981                  |
| 7   | Agosto   | The Citadel at the Center of Time | La cittadella misteriosa                                           | Roy Thomas                | John Buscema    | Boris Vallejo                | Conan e Ka-Zar 43-44 (Editoriale Corno)      | Ottobre 1976 - Novembre 1976 |
| 7   | Agosto   | Part Two: In the Shadow of Fear | Nell'ombra della paura                                             | Roy Thomas                | John Buscema    | Boris Vallejo                | Conan e Ka-Zar 43-44 (Editoriale Corno)      | Ottobre 1976 - Novembre 1976 |
| 7   | Agosto   | Part Three: Sorcerer's Trove | Il tesoro dello Stregone                                           | Roy Thomas                | John Buscema    | Boris Vallejo                | Conan e Ka-Zar 43-44 (Editoriale Corno)      | Ottobre 1976 - Novembre 1976 |
| 7   | Agosto   | Part Four: Into Time's Abyss | Nell'abisso del tempo                                              | Roy Thomas                | John Buscema    | Boris Vallejo                | Conan e Ka-Zar 43-44 (Editoriale Corno)      | Ottobre 1976 - Novembre 1976 |
| 7   | Agosto   | The Hyborian Age - Chapter 1: The Pre-Cataclysmic Age | Racconti dell'Era Hyboriana, capitolo 1                            | Roy Thomas                | Walter Simonson | Boris Vallejo                | Conan la Spada Selvaggia 1 (Comic Art)       | Settembre 1986               |
| 8   | Ottobre  | The Forever Phial | L'ampolla eterna                                                   | Roy Thomas                | Tim Conrad      | Frank Brunner                | Conan 2 (Editoriale Corno)                   | Luglio 1980                  |
| 8   | Ottobre  | Death-Song of Conan the Cimmerian | Canzone di morte di Conan il cimmero                               | Roy Thomas e Lin Carter   | Jess Jodloman   | Frank Brunner                | Conan 2 (Editoriale Corno)                   | Luglio 1980                  |
| 8   | Ottobre  | Conan the Conqueror Part 5: Corsairs Against Stygia | Corsari contro Stygia                                              | Roy Thomas                | Gil Kane        | Frank Brunner                | Conan la Spada Selvaggia 45 (Comic Art)      | Agosto 1990                  |
| 8   | Ottobre  | Sorcerer's Summit | La vetta dello stregone                                            | Bruce Jones               | Bruce Jones     | Frank Brunner                | Conan 3 (Editoriale Corno)                   | Settembre 1980               |
| 8   | Ottobre  | The Hyborian age: part 2 - The Rise of the Hyborians (17.000-15.000 B.C.) | L'Era Hyboriana pt2: L'ascesa degli Hyboriani (17.000-15.000 A.C.) | Roy Thomas                | Walter Simonson | Frank Brunner                | Conan la Spada Selvaggia 2 (Comic Art)       | Ottobre 1986                 |
| 9   | Dicembre | The Curse of the Cat-Goddess | La maledizione della Dea-gatto                                     | Roy Thomas                | Pablo Marcos    | Boris Vallejo                | Conan la Spada Selvaggia 29 (Comic Art)      | Aprile 1989                  |
| 9   | Dicembre | When a Tiger Returns to Atlantis | n/a                                                                | Doug Moench               | Sonny Trinidad  | Boris Vallejo                | Inedito                                      | n/a                          |

### 1976
| Nr. | Data      | TItolo                                                                                               | Titolo italiano                                             | Sceneggiatura | Disegni                          | Copertina      | Prima edizione italiana                         | Data italiana                 |
| --- | --------- | --- | ----------------------------------------------------------- | ------------- | -------------------------------- | -------------- | ----------------------------------------------- | ----------------------------- |
| 10  | Febbraio  | Conan the Conqueror: The Sacred Son of Set                                                           | Conan il conquistatore                                      | Roy Thomas    | John Buscema                     | Boris Vallejo  | Conan la Spada Selvaggia 45 (Comic Art)         | Agosto 1990                   |
| 10  | Febbraio  | In The Halls Of The Dead (Part 2)                                                                    | Conan il conquistatore                                      | Roy Thomas    | John Buscema                     | Boris Vallejo  | Conan la Spada Selvaggia 45 (Comic Art)         | Agosto 1990                   |
| 10  | Febbraio  | Out Of The Dust Shall Acheron Arise (Part 3)                                                         | Conan il conquistatore                                      | Roy Thomas    | John Buscema                     | Boris Vallejo  | Conan la Spada Selvaggia 45 (Comic Art)         | Agosto 1990                   |
| 10  | Febbraio  | Drums Of Peril (Part 4)                                                                              | Conan il conquistatore                                      | Roy Thomas    | John Buscema                     | Boris Vallejo  | Conan la Spada Selvaggia 45 (Comic Art)         | Agosto 1990                   |
| 10  | Febbraio  | The Road To Acheron (Part 5)                                                                         | Conan il conquistatore                                      | Roy Thomas    | John Buscema                     | Boris Vallejo  | Conan la Spada Selvaggia 45 (Comic Art)         | Agosto 1990                   |
| 11  | Aprile    | The Abode Of The Damned                                                                              | La dimora dei dannati                                       | Roy Thomas    | John Buscema                     | Ken Barr       | Conan la Spada Selvaggia 1 (Comic Art)          | Settembre 1986                |
| 12  | Giugno    | The Haunters of Castle Crimson                                                                       | Gli abitatori del Castello Cremisi                          | Roy Thomas    | John Buscema                     | Boris Vallejo  | Conan la Spada Selvaggia 2 (Comic Art)          | Ottobre 1986                  |
| 12  | Giugno    | The Hyborian Age: part 3 - The Hyborian Kingdoms (14.000-10.000 A.C.)                                | L'Era Hyboriana pt3: I regni Hyboriani (14.000-10.000 A.C.) | Roy Thomas    | John Buscema                     | Boris Vallejo  | Conan la Spada Selvaggia 3 (Comic Art)          | Novembre 1986                 |
| 13  | Agosto    | The Gods of Bal-Sagoth                                                                               | Gli Dei di Bal-Sagoth                                       | Roy Thomas    | Gil Kane                         | Richard Hescox | Conan la Spada Selvaggia 69 (Comic Art)         | Agosto 1992                   |
| 13  | Agosto    | The Thing in the Temple!                                                                             | La Cosa nel Tempio!                                         | Roy Thomas    | Gil Kane                         | Richard Hescox | Conan la Spada Selvaggia 69 (Comic Art)         | Agosto 1992                   |
| 13  | Agosto    | The Right Hand of Doom                                                                               | La mano destra del demonio                                  | Doug Moench   | Steve Gan                        | Richard Hescox | La Saga di Solomon Kane 1 (Panini Comics)       | Ottobre 2017                  |
| 14  | Settembre | Shadows in Zamboula                                                                                  | Ombre a Zamboula                                            | Roy Thomas    | Neal Adams                       | Earl Norem     | Conan la Spada Selvaggia 37, 38, 39 (Comic Art) | Dicembre 1989 - Febbraio 1990 |
| 14  | Settembre | The Silver Beast Beyond Torkertown                                                                   | La bestia d'argento fuori Torkertown                        | Doug Moench   | Mike Zeck                        | Earl Norem     | La Saga di Solomon Kane 1 (Panini Comics)       | Ottobre 2017                  |
| 15  | Ottobre   | The Devil in Iron                                                                                    | Il demone di ferro                                          | Roy Thomas    | John Buscema                     | Boris Vallejo  | Conan la Spada Selvaggia 3 (Comic Art)          | Novembre 1986                 |
| 15  | Ottobre   | The Hyborian age: part 4 - The Beginning of the End (9,500 B.C.)                                     | L'era Hyboriana pt 4: L'inizio della fine (9.500 A.C.)      | Roy Thomas    | Walter Simonson                  | Boris Vallejo  | Conan la Spada Selvaggia 4 (Comic Art)          | Dicembre 1986                 |
| 16  | Dicembre  | The People of the Black Circle/A Barbarian from the Hills/The Sorcery of Khemsa/Reavers of the Hills | Gli accoliti del Cerchio Nero pt1                           | Roy Thomas    | John Buscema                     | Earl Norem     | Conan la Spada Selvaggia 8, 9 (Comic Art)       | Aprile 1987 - Maggio 1987     |
| 16  | Dicembre  | The Hyborian Age: part 5 - Fire and Slaughter (9,500 B.C.)                                           | L' Era Hyboriana pt5 - Fuoco e Massacro (9.500 A.C.)        | Roy Thomas    | Walter Simonson                  | Earl Norem     | Conan la Spada Selvaggia 5 (Comic Art)          | Gennaio 1987                  |
| 16  | Dicembre  | Worms of the Earth                                                                                   | Vermi della terra                                           | Roy Thomas    | Barry Windsor-Smith e Tim Conrad | Earl Norem     | Conan la Spada Selvaggia 69 (Comic Art)         | Agosto 1992                   |
| 16  | Dicembre  | A Ghost in the Night                                                                                 | Uno spettro nella notte                                     | Roy Thomas    | Barry Windsor-Smith e Tim Conrad | Earl Norem     | Conan la Spada Selvaggia 69 (Comic Art)         | Agosto 1992                   |

### 1977
| Nr. | Data      | TItolo                                                                              | Titolo italiano                                           | Sceneggiatura            | Disegni             | Copertina      | Prima edizione italiana                         | Data italiana                  |
| --- | --------- | ----------------------------------------------------------------------------------- | --------------------------------------------------------- | ------------------------ | ------------------- | -------------- | ----------------------------------------------- | ------------------------------ |
| 17  | Febbraio  | The People of the Black Circle Part 2: On to Yimsha/The Mountain of the Black Seers | Gli accoliti del Cerchio Nero pt2                         | Roy Thomas               | John Buscema        | Ernie Chan     | Conan la Spada Selvaggia 9, 10 (Comic Art)      | Maggio 1987 - Luglio 1987      |
| 17  | Febbraio  | The Hyborian Age: part 6: The Darkness... and the Dawn (9,500 B.C.)                 | L'era Hyboriana pt 6: Le tenebre... e l'alba (9.500 A.C.) | Roy Thomas               | Walter Simonson     | Ernie Chan     | Conan la Spada Selvaggia 6 (Comic Art)          | Febbraio 1987                  |
| 17  | Febbraio  | Curse of the Black Stone                                                            | La maledizione della pietra nera                          | Roy Thomas               | Tim Conrad          | Ernie Chan     | Conan la Spada Selvaggia 69 (Comic Art)         | Agosto 1992                    |
| 17  | Febbraio  | A Toppling of Towers                                                                | Torri vacillanti                                          | Roy Thomas               | Tim Conrad          | Ernie Chan     | Conan la Spada Selvaggia 69 (Comic Art)         | Agosto 1992                    |
| 18  | Aprile    | The People of the Black Circle Part 3: The Battle of the Towers                     | Gli accoliti del Cerchio Nero pt3                         | Roy Thomas               | John Buscema        | Dan Adkins     | Conan la Spada Selvaggia 11, 12, 13 (Comic Art) | Settembre 1987 - Novembre 1987 |
| 18  | Aprile    | Rattle of Bones                                                                     | Lo scricchiolio delle ossa                                | Roy Thomas               | Howard Chaykin      | Dan Adkins     | La Saga di Solomon Kane 1 (Panini Comics)       | Ottobre 2017                   |
| 19  | Giugno    | The People of the Black Circle Part 4: Vengeance in Vendhya                         | Gli accoliti del Cerchio Nero pt4                         | Roy Thomas               | John Buscema        | Kenneth Morris | Conan la Spada Selvaggia 14 (Comic Art)         | Dicembre 1987                  |
| 19  | Giugno    | The Castle of the Devil                                                             | Il castello del diavolo                                   | Don Glut                 | Alan Kupperberg     | Kenneth Morris | La Saga di Solomon Kane 1 (Panini Comics)       | Ottobre 2017                   |
| 20  | Luglio    | The Slithering Shadow                                                               | L'ombra che scivola                                       | Roy Thomas               | John Buscema        | Earl Norem     | Conan la Spada Selvaggia 58, 59 (Comic Art)     | Settembre 1991 - Ottobre 1991  |
| 20  | Luglio    | The Tentacles of Thog (The Slithering Shadow Part 2)                                | I Tentacoli di Thog                                       | Roy Thomas               | John Buscema        | Earl Norem     | Conan la Spada Selvaggia 60 (Comic Art)         | Novembre 1991                  |
| 20  | Luglio    | Xuthal of the Dusk (The Slithering Shadow Part 3)                                   | Xuthal dell'Oscurità                                      | Roy Thomas               | John Buscema        | Earl Norem     | Conan la Spada Selvaggia 60, 61 (Comic Art)     | Novembre 1991 - Dicembre 1991  |
| 20  | Luglio    | Solomon Kane's Homecoming                                                           | Il ritorno a casa di Solomon Kane                         | Roy Thomas               | Virgilio Redondo    | Earl Norem     | La Saga di Solomon Kane 1 (Panini Comics)       | Ottobre 2017                   |
| 21  | Agosto    | The Horror from the Red Tower                                                       | L'orrore dalla Torre Rossa                                | Roy Thomas               | John Buscema        | Earl Norem     | Conan la Spada Selvaggia 6 (Comic Art)          | Febbraio 1987                  |
| 22  | Settembre | The Pool of the Black One                                                           | La Pozza dei Neri pt1                                     | Roy Thomas               | John Buscema        | Val Mayerik    | Conan la Spada Selvaggia 11 (Comic Art)         | Settembre 1987                 |
| 22  | Settembre | The Dragon at Castle Frankenstein                                                   | Il drago al castello di Frankenstein                      | Don Glut                 | Sonny Trinidad      | Val Mayerik    | La Saga di Solomon Kane 1 (Panini Comics)       | Ottobre 2017                   |
| 23  | Ottobre   | The Pool of the Black One Part 2: Torrent of Doom                                   | La Pozza dei Neri pt2                                     | Roy Thomas               | John Buscema        | Earl Norem     | Conan la Spada Selvaggia 11 (Comic Art)         | Settembre 1987                 |
| 23  | Ottobre   | The Striking of the Gong                                                            | n/a                                                       | Roy Thomas               | Rick Hoberg         | Earl Norem     | Inedito                                         | n/a                            |
| 23  | Ottobre   | Wizards of the Black Sun                                                            | n/a                                                       | Roy Thomas e Clara Noto  | Frank Thorne        | Earl Norem     | Inedito                                         | n/a                            |
| 24  | Novembre  | The Tower of the Elephant                                                           | La Torre dell'Elefante                                    | Roy Thomas               | John Buscema        | Earl Norem     | Conan la Spada Selvaggia 13 (Comic Art)         | Novembre 1987                  |
| 24  | Novembre  | Cimmeria                                                                            | Cimmeria                                                  | Robert E. Howard (testo) | Barry Windsor-Smith | Earl Norem     | Conan 2 (Editoriale Corno)                      | Luglio 1980                    |
| 25  | Dicembre  | Jewels of Gwahlur!                                                                  | I gioielli di Gwahlur!                                    | Roy Thomas               | Dick Giordano       | Brian Moore    | Conan la Spada Selvaggia 33 (Comic Art)         | Agosto 1989                    |
| 25  | Dicembre  | The Cold Hands of Death                                                             | Le fredde mani della morte                                | Don Glut                 | Steve Gan           | Brian Moore    | La Saga di Solomon Kane 1 (Panini Comics)       | Ottobre 2017                   |

### 1978
| Nr. | Data      | TItolo                                                     | Titolo italiano               | Sceneggiatura             | Disegni           | Copertina      | Prima edizione italiana                             | Data italiana                 |
| --- | --------- | ---------------------------------------------------------- | ----------------------------- | ------------------------- | ----------------- | -------------- | --------------------------------------------------- | ----------------------------- |
| 26  | Gennaio   | Beyond the Black River                                     | Oltre il Fiume Nero! pt1      | Roy Thomas                | John Buscema      | Jim Starlin    | Conan la Spada Selvaggia 15, 16 (Comic Art)         | Gennaio 1988 - Febbraio 1988  |
| 26  | Gennaio   | Retribution in Blood                                       | Vendetta di sangue            | Don Glut                  | David Wenzel      | Jim Starlin    | La Saga di Solomon Kane 1 (Panini Comics)           | Ottobre 2017                  |
| 27  | Marzo     | Beyond the Black River Part 2: The Children of Jhebbal Sag | Oltre il Fiume Nero! pt2      | Roy Thomas                | John Buscema      | Bob Larkin     | Conan la Spada Selvaggia 17, 18 (Comic Art)         | Marzo 1988 - Aprile 1988      |
| 28  | Aprile    | The Blood of the Gods                                      | Il sangue degli Dei           | Roy Thomas                | John Buscema      | Earl Norem     | Conan la Spada Selvaggia 7 (Comic Art)              | Marzo 1987                    |
| 29  | Maggio    | Child of Sorcery                                           | La figlia del sortilegio      | Roy Thomas e Christy Marx | Ernie Chan        | Ernie Chan     | Conan 6 (Editoriale Corno)                          | Maggio 1981                   |
| 29  | Maggio    | The Wizard and Red Sonja Show                              | n/a                           | Frank Thorne              | Frank Thorne      | Ernie Chan     | Inedito                                             | n/a                           |
| 30  | Giugno    | The Scarlet Citadel                                        | La Cittadella Scarlatta       | Roy Thomas                | Frank Brunner     | Frank Brunner  | Conan la Spada Selvaggia 9 (Comic Art)              | Maggio 1987                   |
| 31  | Luglio    | The Flame Knife                                            | Il pugnale di fiamma          | Roy Thomas                | John Buscema      | Howard Chaykin | Conan la Spada Selvaggia 20, 21, 22, 23 (Comic Art) | Giugno 1988 - Ottobre 1988    |
| 32  | Agosto    | The Flame Knife Part 2: The Ghouls of Yanaidar             | I demoni di Yanaidar          | Roy Thomas                | John Buscema      | Val Mayerik    | Conan la Spada Selvaggia 24, 25, 26, 27 (Comic Art) | Novembre 1988 - Febbraio 1989 |
| 33  | Settembre | The Curse of the Monolith                                  | La maledizione del monolito   | Roy Thomas                | Gene Colan        | Earl Norem     | Conan 6 (Editoriale Corno)                          | Maggio 1981                   |
| 33  | Settembre | Blades of the Brotherhood                                  | Le lame della fratellanza     | Don Glut                  | David Wenzel      | Earl Norem     | La Saga di Solomon Kane 1 (Panini Comics)           | Ottobre 2017                  |
| 34  | Ottobre   | The Lair of the Ice Worm                                   | La tana del verme dei ghiacci | Roy Thomas                | Carmine Infantino | Ernie Chan     | Conan 8 (Editoriale Corno)                          | Luglio 1981                   |
| 34  | Ottobre   | Moon of the Skulls Part One                                | La luna dei teschi, parte 1   | Don Glut                  | David Wenzel      | Ernie Chan     | La Saga di Solomon Kane 1 (Panini Comics)           | Ottobre 2017                  |
| 34  | Ottobre   | The Mirrors of Tuzun Thune                                 | n/a                           | Roy Thomas                | Mike Ploog        | Ernie Chan     | Inedito                                             | n/a                           |
| 35  | Novembre  | Black Tears                                                | Lacrime nere                  | Roy Thomas                | Ernie Chan        | Ernie Chan     | Conan la Spada Selvaggia 8 (Comic Art)              | Apr 1987                      |
| 35  | Novembre  | The Singer in the Mist                                     | n/a                           | Robert E. Howard (testo)  | John Buscema      | Ernie Chan     | Inedito                                             | n/a                           |
| 35  | Novembre  | A Song of the Race                                         | Un Canto della Razza          | Robert E. Howard (testo)  | Michael Moyle     | Ernie Chan     | Conan la Spada Selvaggia 68 (Comic Art)             | Lug 1992                      |
| 36  | Dicembre  | Hawks Over Shem                                            | Falchi su Shem                | Roy Thomas                | John Buscema      | Earl Norem     | Conan la Spada Selvaggia 4 (Comic Art)              | Dic 1986                      |

### 1979
| Nr. | Data      | TItolo                                        | Titolo italiano                     | Sceneggiatura | Disegni      | Copertina      | Prima edizione italiana                     | Data italiana             |
| --- | --------- | --------------------------------------------- | ----------------------------------- | ------------- | ------------ | -------------- | ------------------------------------------- | ------------------------- |
| 37  | Febbraio  | Sons of the White Wolf                        | I figli del Lupo Bianco             | Roy Thomas    | Sal Buscema  | Earl Norem     | Conan la Spada Selvaggia 10 (Comic Art)     | Luglio 1987               |
| 37  | Febbraio  | Moon of the Skulls Part Two                   | La luna dei teschi, parte 2         | Don Glut      | David Wenzel | Earl Norem     | La Saga di Solomon Kane 1 (Panini Comics)   | Ottobre 2017              |
| 38  | Marzo     | The Road of the Eagles                        | La strada delle aquile              | Roy Thomas    | John Buscema | Earl Norem     | Conan la Spada Selvaggia 12 (Comic Art)     | Ottobre 1987              |
| 39  | Aprile    | Legions of the Dead                           | Le legioni dei morti                | Roy Thomas    | Sal Buscema  | Earl Norem     | Conan 1 (Editoriale Corno)                  | Maggio 1980               |
| 39  | Aprile    | Moon of the Skulls Part Three                 | La luna dei teschi, parte 3         | Don Glut      | David Wenzel | Earl Norem     | La Saga di Solomon Kane 1 (Panini Comics)   | Ottobre 2017              |
| 39  | Aprile    | Moon of the Skulls Part Four                  | La luna dei teschi, parte 4         | Don Glut      | David Wenzel | Earl Norem     | La Saga di Solomon Kane 1 (Panini Comics)   | Ottobre 2017              |
| 40  | Maggio    | A Dream of Blood                              | Sogno di sangue                     | Roy Thomas    | John Buscema | John Buscema   | Conan la Spada Selvaggia 28 (Comic Art)     | Marzo 1989                |
| 41  | Giugno    | The Quest For the Cobra Crown                 | La ricerca della Corona del Cobra   | Roy Thomas    | John Buscema | Earl Norem     | Conan la Spada Selvaggia 29 (Comic Art)     | Aprile 1989               |
| 41  | Giugno    | The Return of Sir Richard Grenville           | Il ritorno di Sir Richard Grenville | Roy Thomas    | David Wenzel | Earl Norem     | La Saga di Solomon Kane 2 (Panini Comics)   | Giugno 2018               |
| 42  | Luglio    | The Devil-Tree of Gamburu                     | L'albero demone di Gamburu          | Roy Thomas    | John Buscema | Bob Larkin     | Conan la Spada Selvaggia 30 (Comic Art)     | Maggio 1989               |
| 42  | Luglio    | Kings of the Night (part 1)                   | I re della notte                    | Roy Thomas    | David Wenzel | Bob Larkin     | Conan la Spada Selvaggia 69 (Comic Art)     | Agosto 1992               |
| 43  | Agosto    | King Thoth-Amon                               | Re Thoth-Amon                       | Roy Thomas    | John Buscema | Bob Larkin     | Conan la Spada Selvaggia 31, 32 (Comic Art) | Giugno 1989 - Luglio 1989 |
| 43  | Agosto    | Pass of Death - Part II of Kings of the Night | Il passo della morte                | Roy Thomas    | David Wenzel | Bob Larkin     | Conan la Spada Selvaggia 69 (Comic Art)     | Agosto 1992               |
| 44  | Settembre | The Star of Khorala                           | La Stella di Khorala                | Roy Thomas    | Sal Buscema  | Bob Larkin     | Conan la Spada Selvaggia 17 (Comic Art)     | Marzo 1988                |
| 45  | Ottobre   | The Gem In the Tower                          | La gemma nella torre                | Roy Thomas    | John Buscema | Nestor Redondo | Conan la Spada Selvaggia 14 (Comic Art)     | Dicembre 1987             |
| 45  | Ottobre   | Master of Shadows                             | n/a                                 | Christy Marx  | John Buscema | Nestor Redondo | Inedito                                     | n/a                       |
| 46  | Novembre  | Moon of Blood                                 | Luna di sangue                      | Roy Thomas    | Ernie Chan   | Earl Norem     | Conan la Spada Selvaggia 16 (Comic Art)     | Febbraio 1988             |
| 46  | Novembre  | This Sword for Hire                           | n/a                                 | Don Glut      | Hal Santiago | Earl Norem     | Inedito                                     | n/a                       |
| 47  | Dicembre  | The Treasure of Tranicos                      | Il tesoro di Tranicos               | Roy Thomas    | Gil Kane     | Earl Norem     | Conan la Spada Selvaggia 56 (Comic Art)     | Luglio 1991               |

### 1980
| Nr. | Data      | TItolo                                                 | Titolo italiano               | Sceneggiatura | Disegni        | Copertina      | Prima edizione italiana                   | Data italiana |
| --- | --------- | ------------------------------------------------------ | ----------------------------- | ------------- | -------------- | -------------- | ----------------------------------------- | ------------- |
| 48  | Gennaio   | The Treasure of Tranicos 2: "A Wind Blows from Stygia" | Un vento soffia da Stygia     | Roy Thomas    | John Buscema   | Nestor Redondo | Conan la Spada Selvaggia 56 (Comic Art)   | Luglio 1991   |
| 49  | Febbraio  | When Madness Wears the Crown                           | Quando la pazzia porta corona | Roy Thomas    | John Buscema   | Nestor Redondo | Conan la Spada Selvaggia 57 (Comic Art)   | Agosto 1991   |
| 49  | Febbraio  | The Woman from Khitai                                  | n/a                           | Don Glut      | Gary Brodsky   | Nestor Redondo | Inedito                                   | n/a           |
| 50  | Marzo     | Swords Across the Alimane                              | Spade attraverso l'Alimane    | Roy Thomas    | John Buscema   | Nestor Redondo | Conan la Spada Selvaggia 57 (Comic Art)   | Agosto 1991   |
| 51  | Aprile    | Satyr's Blood                                          | Il sangue del satiro          | Roy Thomas    | John Buscema   | Earl Norem     | Conan la Spada Selvaggia 57 (Comic Art)   | Agosto 1991   |
| 52  | Maggio    | Conan the Liberator                                    | Conan il Liberatore           | Roy Thomas    | John Buscema   | Nestor Redondo | Conan la Spada Selvaggia 57 (Comic Art)   | Agosto 1991   |
| 53  | Giugno    | The Sorcerer and the Soul                              | Lo stregone e l'anima         | Roy Thomas    | John Buscema   | Earl Norem     | Conan la Spada Selvaggia 64 (Comic Art)   | Marzo 1992    |
| 53  | Giugno    | Wings in the Night Part One                            | Ali nella notte, parte 1      | Don Glut      | David Wenzel   | Earl Norem     | La Saga di Solomon Kane 2 (Panini Comics) | Giugno 2018   |
| 54  | Luglio    | The Stalker Amid the Sands                             | Il cacciatore tra le sabbie   | Roy Thomas    | John Buscema   | Earl Norem     | Conan la Spada Selvaggia 64 (Comic Art)   | Marzo 1992    |
| 54  | Luglio    | Wings in the Night Part Two                            | Ali nella notte, parte 2      | Don Glut      | David Wenzel   | Earl Norem     | La Saga di Solomon Kane 2 (Panini Comics) | Giugno 2018   |
| 55  | Agosto    | Black Lotus and Yellow Death                           | Loto Nero e morte gialla      | Roy Thomas    | John Buscema   | Earl Norem     | Conan la Spada Selvaggia 64 (Comic Art)   | Marzo 1992    |
| 55  | Agosto    | Wizard and Warrior                                     | n/a                           | Roy Thomas    | Alfredo Alcala | Earl Norem     | Inedito                                   | n/a           |
| 56  | Settembre | The Sword of Skelos                                    | La spada di Skelos            | Roy Thomas    | John Buscema   | Nestor Redondo | Conan la Spada Selvaggia 65 (Comic Art)   | Aprile 1992   |
| 57  | Ottobre   | The Eye of Erlik                                       | L'occhio di Erlik             | Roy Thomas    | John Buscema   | Nestor Redondo | Conan la Spada Selvaggia 65 (Comic Art)   | Aprile 1992   |
| 58  | Novembre  | For the Throne of Zamboula                             | Per il trono di Zamboula      | Roy Thomas    | John Buscema   | Nestor Redondo | Conan la Spada Selvaggia 65 (Comic Art)   | Aprile 1992   |
| 58  | Novembre  | Mirror of the Manticore                                | Lo specchio della Manticora   | Roy Thomas    | Kerry Gammill  | Nestor Redondo | Conan la Spada Selvaggia 19 (Comic Art)   | Maggio 1988   |
| 59  | Dicembre  | The City of Skulls                                     | La città dei teschi           | Roy Thomas    | Mike Vosburg   | Clyde Caldwell | Conan la Spada Selvaggia 15 (Comic Art)   | Gennaio 1988  |
| 59  | Dicembre  | Wolves beyond the Border                               | n/a                           | Roy Thomas    | Ernie Chan     | Clyde Caldwell | Inedito                                   | n/a           |

### 1981
| Nr. | Data      | TItolo                                    | Titolo italiano                  | Sceneggiatura                    | Disegni                   | Copertina       | Prima edizione italiana                         | Data italiana                  |
| --- | --------- | ----------------------------------------- | -------------------------------- | -------------------------------- | ------------------------- | --------------- | ----------------------------------------------- | ------------------------------ |
| 60  | Gennaio   | The Ivory Goddess                         | La dea d'avorio                  | Roy Thomas                       | John Buscema              | Earl Norem      | Conan la Spada Selvaggia 18 (Comic Art)         | Aprile 1988                    |
| 61  | Febbraio  | The Wizard Fiend of Zingara               | Il Demone Stregone di Zingara    | Michael Fleisher                 | John Buscema              | Joe Chiodo      | Conan la Spada Selvaggia 21 (Comic Art)         | Luglio 1988                    |
| 62  | Marzo     | The Temple of the Tiger                   | n/a                              | Michael Fleisher                 | John Buscema              | David Mattingly | Conan la Spada Selvaggia 20 (Comic Art)         | Giugno 1988                    |
| 62  | Marzo     | The One Black Stain                       | L'unica macchia nera             | Robert Erwin Howard (solo testo) | David Wenzel              | David Mattingly | La Saga di Solomon Kane 2 (Panini Comics)       | Giugno 2018                    |
| 63  | Aprile    | Moat of Blood                             | Il fossato di sangue             | Michael Fleisher                 | John Buscema              | Joe Jusko       | Conan la Spada Selvaggia 19 (Comic Art)         | Maggio 1988                    |
| 63  | Aprile    | Andrax the Last                           | n/a                              | Gil Kane                         | Gil Kane                  | Joe Jusko       | Inedito                                         | n/a                            |
| 64  | Maggio    | The Children of Rhan                      | I figli di Rhan                  | Bruce Jones                      | John Buscema              | Joe Jusko       | Conan la Spada Selvaggia 22 (Comic Art)         | Settembre 1988                 |
| 64  | Maggio    | The Devil's Bait                          | n/a                              | Gil Kane                         | Gil Kane                  | Joe Jusko       | Inedito                                         | n/a                            |
| 65  | Giugno    | The Fangs of the Serpent                  | Gli Artigli del Serpente         | Michael Fleisher                 | Gil Kane                  | Joe Jusko       | Conan la Spada Selvaggia 70, 71, 72 (Comic Art) | Settembre 1992 - Novembre 1992 |
| 65  | Giugno    | Death of the Mind - Rebirth of the Soul   | n/a                              | John Buscema e J. M. DeMatteis   | John Buscema              | Joe Jusko       | Inedito                                         | n/a                            |
| 66  | Luglio    | The Sea of No Return                      | Il mare senza ritorno            | Roy Thomas                       | Ernie Colon               | Joe Chiodo      | Conan la Spada Selvaggia 31 (Comic Art)         | Giugno 1989                    |
| 66  | Luglio    | Death of the Mind - Rebirth of the Soul 2 | n/a                              | John Buscema e J. M. DeMatteis   | John Buscema              | Joe Chiodo      | Inedito                                         | n/a                            |
| 67  | Agosto    | Plunder of Death Island                   | Il Tesoro dell'Isola della Morte | Roy Thomas                       | John Buscema              | Romas Kukalis   | Conan la Spada Selvaggia 68 (Comic Art)         | Luglio 1992                    |
| 67  | Agosto    | Deliverance                               | n/a                              | Gil Kane                         | Gil Kane                  | Romas Kukalis   | Inedito                                         | n/a                            |
| 67  | Agosto    | In the Desert of Dreams                   | n/a                              | Bruce Jones                      | Baron Yoshimoto           | Romas Kukalis   | Inedito                                         | n/a                            |
| 68  | Settembre | Black Cloaks of Ophir                     | Neri mantelli di Ophir           | Roy Thomas                       | Ernie Chan                | Joe Jusko       | Conan la Spada Selvaggia 32 (Comic Art)         | Luglio 1989                    |
| 68  | Settembre | The Lost Race                             | La razza perduta pt1             | Roy Thomas                       | Gene Day                  | Joe Jusko       | Conan la Spada Selvaggia 68 (Comic Art)         | Luglio 1992                    |
| 69  | Ottobre   | Eye of the Sorcerer                       | L'Occhio dello Stregone          | Roy Thomas                       | Ernie Chan                | Joe Jusko       | Conan la Spada Selvaggia 34 (Comic Art)         | Settembre 1989                 |
| 69  | Ottobre   | The Lost Race: Part II                    | La razza perduta pt2             | Roy Thomas                       | Gene Day                  | Joe Jusko       | Conan la Spada Selvaggia 68 (Comic Art)         | Luglio 1992                    |
| 70  | Novembre  | The Dweller in the Depths                 | Il Popolo dell'Abisso            | Bruce Jones                      | John Buscema              | Earl Norem      | Conan la Spada Selvaggia 35 (Comic Art)         | Ottobre 1989                   |
| 71  | Dicembre  | The Lurker In the Labyrinth               | Agguato nel labirinto            | Michael Fleisher                 | Ernie Chan e John Buscema | Joe Chiodo      | Conan la Spada Selvaggia 24 (Comic Art)         | Novembre 1988                  |

### 1982
| Nr. | Data      | TItolo                               | Titolo italiano                       | Sceneggiatura            | Disegni                       | Copertina   | Prima edizione italiana                        | Data italiana              |
| --- | --------- | ------------------------------------ | ------------------------------------- | ------------------------ | ----------------------------- | ----------- | ---------------------------------------------- | -------------------------- |
| 72  | Gennaio   | The Colossus of Shem                 | Il Colosso di Shem                    | Bruce Jones              | John Buscema                  | Joe Jusko   | Conan la Spada Selvaggia 36 (Comic Art)        | Novembre 1989              |
| 73  | Febbraio  | The Changeling Quest                 | Un nobiluomo stygiano                 | Michael Fleisher         | John Buscema                  | Joe Chiodo  | La Spada Selvaggia di Conan 13 (Panini Comics) | Dicembre 1989              |
| 73  | Febbraio  | Island of Pirates' Doom 1            | n/a                                   | Roy Thomas               | John Buscema                  | Joe Chiodo  | Inedito                                        | n/a                        |
| 74  | Marzo     | Lady of the Silver Snows             | La Signora delle Nevi d'Argento       | Chris Claremont          | Val Mayerik                   | Joe Jusko   | Conan la Spada Selvaggia 68 (Comic Art)        | Luglio 1992                |
| 74  | Marzo     | The Black Stone                      | La pietra nera                        | Roy Thomas               | Gene Day                      | Joe Jusko   | Conan la Spada Selvaggia 68 (Comic Art)        | Luglio 1992                |
| 74  | Marzo     | Island of Pirates' Doom 2            | n/a                                   | Roy Thomas               | John Buscema e Danny Bulanadi | Joe Jusko   | Inedito                                        | n/a                        |
| 75  | Aprile    | The Temple of the Twelve-Eyed Thing  | Il tempio della Cosa dai dodici occhi | Michael Fleisher         | Alfredo Alcala                | Earl Norem  | Conan la Spada Selvaggia 40 (Comic Art)        | Giugno 1990                |
| 76  | Maggio    | Dominion of the Bat                  | Il regno del pipistrello              | Michael Fleisher         | John Buscema                  | Joe Chiodo  | Conan la Spada Selvaggia 77, 78 (Comic Art)    | Aprile 1993 - Maggio 1993  |
| 76  | Maggio    | Wolves beyond the Border 2           | n/a                                   | Roy Thomas               | Ernie Chan                    | Joe Chiodo  | Inedito                                        | n/a                        |
| 76  | Maggio    | Island of Pirates' Doom 3            | n/a                                   | Roy Thomas               | John Buscema e Danny Bulanadi | Joe Chiodo  | Inedito                                        | n/a                        |
| 77  | Giugno    | The Cave Dwellers!                   | Gli abitanti delle caverne            | Michael Fleisher         | John Buscema                  | Joe Jusko   | Conan la Spada Selvaggia 25 (Comic Art)        | Dicembre 1988              |
| 77  | Giugno    | Island of Pirates' Doom 4            | n/a                                   | Roy Thomas               | John Buscema e Danny Bulanadi | Joe Jusko   | Inedito                                        | n/a                        |
| 77  | Giugno    | Through a Glass Darkly               | n/a                                   | Bruce Jones              | Joe Chiodo                    | Joe Jusko   | Inedito                                        | n/a                        |
| 78  | Luglio    | Demons of the Firelight              | I Demoni del fuoco                    | Michael Fleisher         | John Buscema                  | Earl Norem  | Conan la Spada Selvaggia 62 (Comic Art)        | Gennaio 1992               |
| 78  | Luglio    | The Day of the Sword                 | n/a                                   | Roy Thomas e Doug Moench | Dick Giordano e Terry Austin  | Earl Norem  | Inedito                                        | n/a                        |
| 78  | Luglio    | Island of Pirates' Doom 5            | n/a                                   | Roy Thomas               | John Buscema e Danny Bulanadi | Earl Norem  | Inedito                                        | n/a                        |
| 79  | Agosto    | Demons of the Firelight! Part II     | I Demoni del fuoco pt2                | Michael Fleisher         | John Buscema                  | Joe Chiodo  | Conan la Spada Selvaggia 63, 64 (Comic Art)    | Febbraio 1992 - Marzo 1992 |
| 79  | Agosto    | In the Halls of Shilme               | n/a                                   | Bruce Jones              | John Buscema                  | Joe Chiodo  | Inedito                                        | n/a                        |
| 79  | Agosto    | Island of Pirates' Doom 6            | n/a                                   | Roy Thomas               | John Buscema e Danny Bulanadi | Joe Chiodo  | Inedito                                        | n/a                        |
| 80  | Settembre | Colossus of Argos                    | Il Colosso di Argos                   | Michael Fleisher         | Alfredo Alcala                | Earl Norem  | Conan la Spada Selvaggia 27 (Comic Art)        | Febbraio 1989              |
| 80  | Settembre | In the Halls of Shilme 2: "The Pact" | n/a                                   | Bruce Jones              | John Buscema                  | Earl Norem  | Inedito                                        | n/a                        |
| 81  | Ottobre   | The Palace of Pleasure               | Il palazzo del piacere                | Michael Fleisher         | John Buscema                  | Joe Chiodo  | Conan la Spada Selvaggia 39 (Comic Art)        | Febbraio 1990              |
| 81  | Ottobre   | In the Halls of Shilme 3             | n/a                                   | Bruce Jones              | John Buscema                  | Joe Chiodo  | Inedito                                        | n/a                        |
| 82  | Novembre  | The Demon In the Dark! part 1        | Il demone nel buio capitolo 1         | Michael Fleisher         | Alfredo Alcala                | Bob Larkin  | Conan la Spada Selvaggia 41 (Comic Art)        | Aprile 1990                |
| 82  | Novembre  | The Song of Red Sonja                | n/a                                   | Roy Thomas               | Barry Windsor-Smith           | Bob Larkin  | Inedito                                        | n/a                        |
| 82  | Novembre  | Swamp Gas                            | n/a                                   | Bruce Jones              | Joe Chiodo                    | Bob Larkin  | Inedito                                        | n/a                        |
| 83  | Dicembre  | The Demon in the Dark! part 2        | Il demone nel buio capitolo 2         | Michael Fleisher         | Alfredo Alcala                | Jeff Easley | Conan la Spada Selvaggia 41 (Comic Art)        | Aprile 1990                |
| 83  | Dicembre  | Hunters and Hunted!                  | Cacciatori e prede                    | Alan Zelenetz            | Mary Wilshire                 | Jeff Easley | Conan la Spada Selvaggia 75 (Comic Art)        | Febbraio 1993              |
| 83  | Dicembre  | Red Sonja                            | n/a                                   | Roy Thomas               | Esteban Maroto                | Jeff Easley | Inedito                                        | n/a                        |
| 83  | Dicembre  | Red Seas                             | Mari rossi                            | Mary Jo Duffy            | Danny Bulanadi                | Jeff Easley | La Saga di Solomon Kane 2 (Panini Comics)      | Giugno 2018                |

### 1983
| Nr. | Data      | TItolo | Titolo italiano              | Sceneggiatura    | Disegni        | Copertina              | Prima edizione italiana                         | Data italiana                 |
| --- | --------- | --- | ---------------------------- | ---------------- | -------------- | ---------------------- | ----------------------------------------------- | ----------------------------- |
| 84  | Gennaio   | The Darksome Demon of Raba-Than                                                                                                 | L'oscuro demone di Raba-Than | Michael Fleisher | Val Mayerik    | Joe Chiodo             | Conan la Spada Selvaggia 74, 75, 76 (Comic Art) | Gennaio 1993 - Marzo 1993     |
| 85  | Febbraio  | Daughter of the God King / Blood Vengeance! / Massacre of the Innocents! / The Spies of G'humen Thak / Sanctum of the Sorcerer! | La figlia del Dio-Re         | Michael Fleisher | Gil Kane       | Joe Chiodo             | Conan la Spada Selvaggia 72 (Comic Art)         | Novembre 1992                 |
| 86  | Marzo     | Revenge of the Sorcerer! / The Horror in the Pit! / Better Death than Dishonor / The Sorcerer's Treasure Trove                  | La vendetta del Mago         | Michael Fleisher | Gil Kane       | Earl Norem             | Conan la Spada Selvaggia 72 (Comic Art)         | Novembre 1992                 |
| 86  | Marzo     | Lion of the Waves | Il leone delle onde          | Alan Zelenetz    | Pablo Marcos   | Earl Norem             | Conan la Spada Selvaggia 67 (Comic Art)         | Giugno 1992                   |
| 87  | Aprile    | The Armor of Zulda Thaal | L'armatura di Zuulda Thaal   | Michael Fleisher | John Buscema   | John Pound             | Conan la Spada Selvaggia 42 (Comic Art)         | Maggio 1990                   |
| 87  | Aprile    | Escape from the temple | n/a                          | Ernie Chan       | Ernie Chan     | John Pound             | La Spada Selvaggia di Conan 15 (Panini Comics)  | Maggio 2016                   |
| 88  | Maggio    | Isle of the Hunter | L'isola del cacciatore       | Michael Fleisher | John Buscema   | Steve Hickman          | Conan la Spada Selvaggia 23 (Comic Art)         | Ottobre 1988                  |
| 88  | Maggio    | The dark stranger | Lo straniero tenebroso       | Alan Zelenetz    | Pablo Marcos   | Steve Hickman          | Conan la Spada Selvaggia 76 (Comic Art)         | Marzo 1993                    |
| 89  | Giugno    | The gamesmen of Asgalun | I cacciatori di Asgalun      | Michael Fleisher | Alfredo Alcala | Bob Larkin             | Conan la Spada Selvaggia 26 (Comic Art)         | Gennaio 1989                  |
| 89  | Giugno    | Rite of blood | Rito di sangue               | Michael Fleisher | Mary Wilshire  | Bob Larkin             | Conan la Spada Selvaggia 79 (Comic Art)         | Giugno 1993                   |
| 90  | Luglio    | Devourer of Souls! | Il divoratore di anime       | Michael Fleisher | John Buscema   | Earl Norem             | Conan la Spada Selvaggia 43 (Comic Art)         | Giugno 1990                   |
| 91  | Agosto    | Forest of Fiends! | Foresta di demoni            | Michael Fleisher | John Buscema   | Michael William Kaluta | Conan la Spada Selvaggia 69 (Comic Art)         | Agosto 1992                   |
| 91  | Agosto    | The Beast | La bestia                    | Jim Owsley       | Gary Kwapisz   | Michael William Kaluta | Conan la Spada Selvaggia 69 (Comic Art)         | Agosto 1992                   |
| 91  | Agosto    | The Chain | La catena                    | Jim Owsley       | Val Mayerik    | Michael William Kaluta | Conan la Spada Selvaggia 86 (Comic Art)         | Gennaio 1994                  |
| 92  | Settembre | The Jeweled Bird | L'uccello di gemma           | Michael Fleisher | John Buscema   | Bob Larkin             | Conan la Spada Selvaggia 81 (Comic Art)         | Agosto 1993                   |
| 93  | Ottobre   | World Beyond the Mists! | Il mondo oltre le brume      | Michael Fleisher | John Buscema   | Michael William Kaluta | Conan la Spada Selvaggia 44 (Comic Art)         | Luglio 1990                   |
| 93  | Ottobre   | Challenge | La sfida                     | Jim Neal         | Pablo Marcos   | Michael William Kaluta | Conan la Spada Selvaggia 79 (Comic Art)         | Giugno 1993                   |
| 94  | Novembre  | Death Dwarves Stygia | I nani mortali di Stygia     | Michael Fleisher | Val Mayerik    | Val Mayerik            | Conan la Spada Selvaggia 82, 83 (Comic Art)     | Settembre 1993 - Ottobre 1993 |
| 95  | Dicembre  | Night of the Rat! | La notte dei ratti           | Michael Fleisher | John Buscema   | Earl Norem             | Conan la Spada Selvaggia 46 (Comic Art)         | Settembre 1990                |
| 95  | Dicembre  | The hill of horror! | La rupe dell'orrore          | Alan Zelenetz    | Ron Wilson     | Earl Norem             | Conan la Spada Selvaggia 83 (Comic Art)         | Ottobre 1993                  |

### 1984
| Nr. | Data      | TItolo                            | Titolo italiano                       | Sceneggiatura    | Disegni         | Copertina         | Prima edizione italiana                        | Data italiana                 |
| --- | --------- | --------------------------------- | ------------------------------------- | ---------------- | --------------- | ----------------- | ---------------------------------------------- | ----------------------------- |
| 96  | Gennaio   | Ape-Bat of Marmet Tarn            | La scimmia pipistrello di Marmet Tarn | Michael Fleisher | John Buscema    | Joe Jusko         | Conan la Spada Selvaggia 47 (Comic Art)        | Ottobre 1990                  |
| 97  | Febbraio  | Leopard Men of Darfar             | Gli Uomini Leopardo di Darfar         | Michael Fleisher | Pablo Marcos    | Tanino Liberatore | Conan la Spada Selvaggia 48 (Comic Art)        | Novembre 1990                 |
| 98  | Marzo     | Blood Ruby of Death!              | Il sanguinante rubino di morte        | Michael Fleisher | John Buscema    | Michael Golden    | Conan la Spada Selvaggia 49 (Comic Art)        | Dicembre 1990                 |
| 98  | Marzo     | The Lady of the Tower!            | La signora della torre                | Steve Skeates    | Gary Kwapisz    | Michael Golden    | Conan la Spada Selvaggia 87 (Comic Art)        | Febbraio 1994                 |
| 99  | Aprile    | The Informer                      | Il delatore                           | Michael Fleisher | John Buscema    | Joe Jusko         | Conan la Spada Selvaggia 51 (Comic Art)        | Febbraio 1991                 |
| 99  | Aprile    | One Night at the Maul             | Una notte al maglio                   | Jim Owsley       | Stan Woch       | Joe Jusko         | Conan la Spada Selvaggia 79 (Comic Art)        | Giugno 1993                   |
| 100 | Maggio    | When a God Lives!                 | Quando un Dio vive                    | Michael Fleisher | John Buscema    | Joe Jusko         | Conan la Spada Selvaggia 50 (Comic Art)        | Gennaio 1991                  |
| 100 | Maggio    | The Gift                          | n/a                                   | Larry Yakata     | June Brigman    | Joe Jusko         | La Spada Selvaggia di Conan 17 (Panini Comics) | Dicembre 2017                 |
| 101 | Giugno    | The Siren                         | La sirena                             | Michael Fleisher | John Buscema    | Michael Golden    | Conan la Spada Selvaggia 52 (Comic Art)        | Marzo 1991                    |
| 102 | Giugno    | Iron Lions of the Kharamun        | I leoni di ferro del Kharamun         | Michael Fleisher | Gary Kwapisz    | Bill Sienkiewicz  | Conan la Spada Selvaggia 53 (Comic Art)        | Aprile 1991                   |
| 102 | Giugno    | Men of the Shadows! (part 1 of 4) | Gli uomini delle ombre pt1            | Roy Thomas       | Gene Day        | Bill Sienkiewicz  | Conan la Spada Selvaggia 69 (Comic Art)        | Agosto 1992                   |
| 103 | Agosto    | The White Tiger of Vendhya!       | La tigre bianca di Vendhya            | Michael Fleisher | Pablo Marcos    | Bob Larkin        | Conan la Spada Selvaggia 84, 85 (Comic Art)    | Novembre 1993 - Dicembre 1993 |
| 103 | Agosto    | Men of the Shadows! (part 2 of 4) | Gli uomini delle ombre pt2            | Roy Thomas       | Gene Day        | Bob Larkin        | Conan la Spada Selvaggia 69 (Comic Art)        | Agosto 1992                   |
| 104 | Settembre | Treachery of the Gray Wolf!       | Il tradimento di Lupo Grigio          | Michael Fleisher | Val Mayerik     | Joe Jusko         | Conan la Spada Selvaggia 54 (Comic Art)        | Maggio 1991                   |
| 104 | Settembre | Men of the Shadows! (part 3 of 4) | Gli uomini delle ombre pt3            | Roy Thomas       | Gene Day        | Joe Jusko         | Conan la Spada Selvaggia 69 (Comic Art)        | Agosto 1992                   |
| 105 | Ottobre   | The Mill                          | Il mulino                             | Don Kraar        | Gary Kwapisz    | Michael Golden    | Conan la Spada Selvaggia 86 (Comic Art)        | Gennaio 1994                  |
| 105 | Ottobre   | The crypt!                        | n/a                                   | Jim Neal         | William Johnson | Michael Golden    | La Spada Selvaggia di Conan 18 (Panini Comics) | Dicembre 2017                 |
| 106 | Novembre  | Feud of Blood                     | n/a                                   | Michael Fleisher | Dave Simons     | Michael Golden    | La Spada Selvaggia di Conan 18 (Panini Comics) | Dicembre 2017                 |
| 106 | Novembre  | Men of the Shadows! (part 4 of 4) | Gli uomini delle ombre pt4            | Roy Thomas       | Gene Day        | Michael Golden    | Conan la Spada Selvaggia 69 (Comic Art)        | Agosto 1992                   |
| 107 | Dicembre  | Eyes of G'Bharr R'Jinn!           | Gli occhi di G'Bharr Rjinn            | Michael Fleisher | Rudy Nebres     | Earl Norem        | Conan la Spada Selvaggia 55 (Comic Art)        | Giugno 1991                   |
| 107 | Dicembre  | Deepest devotion!                 | n/a                                   | Alan Rowlands    | Tony Salmons    | Earl Norem        | La Spada Selvaggia di Conan 18 (Panini Comics) | Dicembre 2017                 |

### 1985
| Nr. | Data      | TItolo                         | Titolo italiano                     | Sceneggiatura    | Disegni          | Copertina        | Prima edizione italiana                        | Data italiana |
| --- | --------- | ------------------------------ | ----------------------------------- | ---------------- | ---------------- | ---------------- | ---------------------------------------------- | ------------- |
| 108 | Gennaio   | Claws of the Osprey            | Gli artigli della procellaria       | Michael Fleisher | Gary Kwapisz     | Joe Jusko        | Conan la Spada Selvaggia 73 (Comic Art)        | Dicembre 1992 |
| 108 | Gennaio   | The Fear of Crom!              | La paura di Crom                    | Don Kraar        | Michael Docherty | Joe Jusko        | Conan la Spada Selvaggia 87 (Comic Art)        | Febbraio 1994 |
| 109 | Febbraio  | The Shatterer of Worlds        | Il distruttore di mondi             | Michael Fleisher | Gary Kwapisz     | Steve Hickman    | Conan la Spada Selvaggia 73 (Comic Art)        | Dicembre 1992 |
| 109 | Febbraio  | The Vezek Inn                  | La locanda di Vezek                 | Jim Owsley       | Michael Docherty | Steve Hickman    | Conan la Spada Selvaggia 86 (Comic Art)        | Gennaio 1994  |
| 110 | Marzo     | Army of the Dead               | n/a                                 | Bill Mantlo      | Gary Kwapisz     | Earl Norem       | La Spada Selvaggia di Conan 19 (Panini Comics) | Maggio 2018   |
| 110 | Marzo     | Dinner Guest                   | L'ospite per cena                   | Alan Rowlands    | Tim Burgard      | Earl Norem       | Conan la Spada Selvaggia 86 (Comic Art)        | Gennaio 1994  |
| 111 | Aprile    | Mud Men of Keshan              | Gli Uomini Fango di Keshan          | Michael Fleisher | Gary Kwapisz     | Steve Hickman    | Conan la Spada Selvaggia 84 (Comic Art)        | Novembre 1993 |
| 111 | Aprile    | In the Eye of the Beholder     | Negli occhi di chi guarda           | Don Kraar        | Ernie Chan       | Steve Hickman    | Conan la Spada Selvaggia 55 (Comic Art)        | Giugno 1991   |
| 112 | Maggio    | A Dream of Empire              | n/a                                 | Michael Fleisher | Dave Simons      | Joe Jusko        | La Spada Selvaggia di Conan 19 (Panini Comics) | Maggio 2018   |
| 112 | Maggio    | Mitra Defend Us                | n/a                                 | Don Kraar        | William Johnson  | Joe Jusko        | La Spada Selvaggia di Conan 19 (Panini Comics) | Maggio 2018   |
| 113 | Giugno    | Quest for the Shrine of Luma   | Alla ricerca del reliquario di Luma | Larry Yakata     | Ernie Chan       | Earl Norem       | Conan la Spada Selvaggia 59 (Comic Art)        | Ottobre 1991  |
| 113 | Giugno    | A Quiet Place                  | n/a                                 | Don Kraar        | Tony Salmons     | Earl Norem       | La Spada Selvaggia di Conan 19 (Panini Comics) | Maggio 2018   |
| 114 | Luglio    | Riddle of the Demuzaar         | L'enigma di Demuzaar                | Larry Yakata     | Rudy Nebres      | Steve Hickman    | La Spada Selvaggia di Conan 20 (Panini Comics) | Febbraio 2019 |
| 114 | Luglio    | The toll                       | Il tributo                          | Don Kraar        | Andy Kubert      | Steve Hickman    | La Spada Selvaggia di Conan 20 (Panini Comics) | Febbraio 2019 |
| 115 | Agosto    | Isle of the Faceless Ones      | L'isola dei Senza Volto             | Larry Yakata     | Val Mayerik      | Joe Jusko        | La Spada Selvaggia di Conan 20 (Panini Comics) | Febbraio 2019 |
| 115 | Agosto    | The Warlord of the Castle      | Il signore della guerra             | Craig Anderson   | Henri Bismuth    | Joe Jusko        | Conan la Spada Selvaggia 55 (Comic Art)        | Giugno 1991   |
| 116 | Settembre | Lords of the Falcon            | La Confraternita del Falcone        | Larry Yakata     | Ernie Chan       | Bill Sienkiewicz | La Spada Selvaggia di Conan 20 (Panini Comics) | Febbraio 2019 |
| 116 | Settembre | The Boon                       | La grazia                           | Don Kraar        | Sal Buscema      | Bill Sienkiewicz | La Spada Selvaggia di Conan 20 (Panini Comics) | Febbraio 2019 |
| 117 | Ottobre   | The Winds of Aka-Gaar          | I venti di Aka-Gaar                 | Larry Yakata     | Gary Kwapisz     | Michael Golden   | La Spada Selvaggia di Conan 20 (Panini Comics) | Febbraio 2019 |
| 117 | Ottobre   | The Opponents                  | Gli avversari                       | Don Kraar        | Rod Whigham      | Michael Golden   | Conan la Spada Selvaggia 88 (Comic Art)        | Marzo 1994    |
| 118 | Novembre  | The Valley of Howling Shadows! | La valle delle ombre urlanti        | Larry Yakata     | Gary Kwapisz     | Joe Jusko        | La Spada Selvaggia di Conan 20 (Panini Comics) | Febbraio 2019 |
| 118 | Novembre  | Alchemy                        | Alchimia                            | Don Kraar        | Tony Salmons     | Joe Jusko        | La Spada Selvaggia di Conan 20 (Panini Comics) | Febbraio 2019 |
| 119 | Dicembre  | The Homecoming                 | Ritorno a casa                      | Don Kraar        | Ernie Chan       | Ernie Chan       | Conan la Spada Selvaggia 60 (Comic Art)        | Novembre 1991 |
| 119 | Dicembre  | From Beyond the Grave!         | n/a                                 | Chuck Dixon      | Geof Isherwood   | Ernie Chan       | Inedito                                        | n/a           |

### 1986
| Nr. | Data      | TItolo                          | Titolo italiano                | Sceneggiatura               | Disegni          | Copertina       | Prima edizione italiana                        | Data italiana                 |
| --- | --------- | ------------------------------- | ------------------------------ | --------------------------- | ---------------- | --------------- | ---------------------------------------------- | ----------------------------- |
| 120 | Gennaio   | Star of Thamazhu                | La Stella di Thamazhu          | Larry Yakata                | Pablo Marcos     | Bob Larkin      | The Savage Sword of Conan 37 (Panini Comics)   | Maggio 2019                   |
| 120 | Gennaio   | Night of the Monkey!            | n/a                            | Chuck Dixon                 | Geof Isherwood   | Bob Larkin      | Inedito                                        | n/a                           |
| 121 | Febbraio  | The Fountain of Umir            | La fontana di Umir             | Larry Yakata                | Rudy Nebres      | Joe Jusko       | Conan la Spada Selvaggia 61 (Comic Art)        | Dicembre 1991                 |
| 121 | Febbraio  | Pieces of Horror                | n/a                            | Chuck Dixon                 | Geof Isherwood   | Joe Jusko       | Inedito                                        | n/a                           |
| 122 | Marzo     | The Blossoms of the Black Lotus | I Fiori del Loto Nero          | Don Kraar                   | Ernie Chan       | Ernie Chan      | Conan la Spada Selvaggia 38 (Comic Art)        | Gennaio 1990                  |
| 122 | Marzo     | One against All                 | n/a                            | Chuck Dixon                 | Val Semeiks      | Ernie Chan      | Inedito                                        | n/a                           |
| 123 | Aprile    | Secret of the Great Stone       | Il segreto della Grande Roccia | Larry Yakata                | Ernie Chan       | Ernie Chan      | Conan la Spada Selvaggia 58 (Comic Art)        | Settembre 1991                |
| 123 | Aprile    | The Debt of the Warrior         | Il debito del guerriero        | Larry Yakata                | Michael Docherty | Ernie Chan      | The Savage Sword of Conan 38 (Panini Comics)   | Giugno 2019                   |
| 124 | Maggio    | There Will Come a Dark Stranger | Giungerà un bruno straniero    | Don Kraar                   | Gary Kwapisz     | Michael Golden  | La Spada Selvaggia di Conan 21 (Panini Comics) | Giugno 2019                   |
| 124 | Maggio    | Song of the Dead                | n/a                            | Chuck Dixon                 | Geof Isherwood   | Michael Golden  | Inedito                                        | n/a                           |
| 125 | Giugno    | At the Altar of the Goat God    | All'altare di Pan              | Jim Owsley                  | Gary Kwapisz     | Thomas Kidd     | Conan la Spada Selvaggia 65 (Comic Art)        | Aprile 1992                   |
| 125 | Giugno    | Trail of Blades                 | n/a                            | Chuck Dixon                 | Geof Isherwood   | Thomas Kidd     | Inedito                                        | n/a                           |
| 126 | Luglio    | The Mercenary                   | Il mercenario                  | Larry Yakata e Gary Kwapisz | Gary Kwapisz     | Doug Beekman    | Conan la Spada Selvaggia 63 (Comic Art)        | Febbraio 1992                 |
| 126 | Luglio    | The King's Dream                | n/a                            | Chuck Dixon                 | Val Semeiks      | Doug Beekman    | Inedito                                        | n/a                           |
| 127 | Agosto    | Reunion in Scarlet              | Riunione in rosso              | Don Kraar                   | Michael Docherty | Peter Manko     | The Savage Sword of Conan 40 (Panini Comics)   | Giugno 2019                   |
| 127 | Agosto    | The Carrion Eaters              | n/a                            | Chuck Dixon                 | Pablo Marcos     | Peter Manko     | Inedito                                        | n/a                           |
| 128 | Settembre | Curse of the Ageless Ones!      | La Maledizione degli Eterni    | Christopher Priest          | Michael Docherty | David Mattingly | Conan la Spada Selvaggia 72, 73 (Comic Art)    | Novembre 1992 - Dicembre 1992 |
| 128 | Settembre | The Lair                        | n/a                            | Chuck Dixon                 | Val Semeiks      | David Mattingly | Inedito                                        | n/a                           |
| 129 | Ottobre   | The Sea Mage's Daughter         | La figlia del Mago marino      | Don Kraar                   | Gary Kwapisz     | Doug Beekman    | Conan la Spada Selvaggia 64 (Comic Art)        | Marzo 1992                    |
| 129 | Ottobre   | The Barrens                     | n/a                            | Chuck Dixon                 | Val Semeiks      | Doug Beekman    | Inedito                                        | n/a                           |
| 130 | Novembre  | The Autumn of the Witch         | L'Autunno della strega         | Don Kraar                   | Michael Docherty | Joe Jusko       | The Savage Sword of Conan 41 (Panini Comics)   | Luglio 2019                   |
| 130 | Novembre  | Beneath the Crown ... A Warrior | n/a                            | Chuck Dixon                 | Val Semeiks      | Joe Jusko       | Inedito                                        | n/a                           |
| 131 | Dicembre  | Reavers of the Steppes          | I predoni delle steppe         | Don Kraar                   | Dave Simons      | Joe Jusko       | Conan la Spada Selvaggia 66 (Comic Art)        | Maggio 1992                   |
| 131 | Dicembre  | The Prince of Thieves           | n/a                            | Chuck Dixon                 | Val Semeiks      | Joe Jusko       | Inedito                                        | n/a                           |

### 1987
| Nr. | Data      | TItolo                       | Titolo italiano                  | Sceneggiatura | Disegni        | Copertina    | Prima edizione italiana                 | Data italiana  |
| --- | --------- | ---------------------------- | -------------------------------- | ------------- | -------------- | ------------ | --------------------------------------- | -------------- |
| 132 | Gennaio   | Master of the Broadsword     | Il maestro d'armi                | Larry Yakata  | Gary Kwapisz   | Joe Jusko    | Conan la Spada Selvaggia 67 (Comic Art) | Giugno 1992    |
| 132 | Gennaio   | The Sea King                 | n/a                              | Chuck Dixon   | Val Semeiks    | Joe Jusko    | Inedito                                 | n/a            |
| 133 | Febbraio  | Winter of the Wolf           | L'inverno del lupo               | Chuck Dixon   | Gary Kwapisz   | Dave Dorman  | Conan la Spada Selvaggia 68 (Comic Art) | Luglio 1992    |
| 133 | Febbraio  | The Totem                    | n/a                              | Chuck Dixon   | Val Semeiks    | Dave Dorman  | Inedito                                 | n/a            |
| 134 | Marzo     | Cursers of the Light         | I Bestemmiatori della Luce       | Chuck Dixon   | Gary Kwapisz   | Joe Jusko    | Conan la Spada Selvaggia 70 (Comic Art) | Settembre 1992 |
| 134 | Marzo     | Keeper of laws               | n/a                              | Chuck Dixon   | Pablo Marcos   | Joe Jusko    | Inedito                                 | n/a            |
| 135 | Aprile    | Three Lives for N'Garthl!    | Tre Vite per N'Garthl            | Chuck Dixon   | Gary Kwapisz   | Doug Beekman | Conan la Spada Selvaggia 71 (Comic Art) | Ottobre 1992   |
| 135 | Aprile    | Fool's Night                 | n/a                              | Chuck Dixon   | Val Semeiks    | Doug Beekman | Inedito                                 | n/a            |
| 136 | Maggio    | Seventh Isle of Doom         | La Settima Isola del Destino     | Larry Yakata  | Andy Kubert    | Doug Beekman | Conan la Spada Selvaggia 72 (Comic Art) | Novembre 1992  |
| 136 | Maggio    | The Tolltaker                | n/a                              | Chuck Dixon   | Fraja Bator    | Doug Beekman | Inedito                                 | n/a            |
| 137 | Giugno    | The Lost Legion              | La Legione Perduta               | Chuck Dixon   | Gary Kwapisz   | Bob Larkin   | Conan la Spada Selvaggia 73 (Comic Art) | Dicembre 1992  |
| 137 | Giugno    | The Brawl                    | n/a                              | Chuck Dixon   | Ernie Chan     | Bob Larkin   | Inedito                                 | n/a            |
| 138 | Luglio    | Lair of the Lizard God       | La tana del Dio Lucertola        | Chuck Dixon   | Gary Kwapisz   | Joe Jusko    | Conan la Spada Selvaggia 74 (Comic Art) | Gennaio 1993   |
| 138 | Luglio    | The Mine                     | n/a                              | Chuck Dixon   | Fraja Bator    | Joe Jusko    | Inedito                                 | n/a            |
| 139 | Agosto    | The Garden of Blood          | Il giardino di sangue            | Chuck Dixon   | Gary Kwapisz   | Joe Jusko    | Conan la Spada Selvaggia 74 (Comic Art) | Gennaio 1993   |
| 139 | Agosto    | The Caravan                  | n/a                              | Chuck Dixon   | Fraja Bator    | Joe Jusko    | Inedito                                 | n/a            |
| 140 | Settembre | The Girl of the Haunted Wood | La donna della foresta infestata | Chuck Dixon   | Gary Kwapisz   | Joe Jusko    | Conan la Spada Selvaggia 75 (Comic Art) | Febbraio 1993  |
| 140 | Settembre | Nightmare                    | n/a                              | Chuck Dixon   | Vincent Waller | Joe Jusko    | Inedito                                 | n/a            |
| 141 | Ottobre   | The Crimson Citadel          | La cittadella cremisi            | Chuck Dixon   | Gary Kwapisz   | Bob Larkin   | Conan la Spada Selvaggia 75 (Comic Art) | Febbraio 1993  |
| 142 | Novembre  | Blind Vengeance              | Cieca vendetta                   | Chuck Dixon   | Gary Kwapisz   | Joe Jusko    | Conan la Spada Selvaggia 76 (Comic Art) | Marzo 1993     |
| 143 | Dicembre  | Blood and Honor              | Sangue e onore                   | Don Kraar     | Val Mayerik    | Joe Jusko    | Conan la Spada Selvaggia 76 (Comic Art) | Marzo 1993     |

### 1988
| Nr. | Data      | TItolo                                  | Titolo italiano                   | Sceneggiatura   | Disegni         | Copertina             | Prima edizione italiana                      | Data italiana  |
| --- | --------- | --------------------------------------- | --------------------------------- | --------------- | --------------- | --------------------- | -------------------------------------------- | -------------- |
| 144 | Gennaio   | The Waiting Doom                        | Destino incombente                | Chuck Dixon     | Gary Kwapisz    | Joe Jusko             | Conan la Spada Selvaggia 77 (Comic Art)      | Aprile 1993    |
| 145 | Febbraio  | Feast of the Stag                       | Il banchetto del cervo            | Chuck Dixon     | Gary Kwapisz    | Robert Lawrence Stine | Conan la Spada Selvaggia 77 (Comic Art)      | Aprile 1993    |
| 145 | Febbraio  | Gift of the Pirate King!                | n/a                               | Chuck Dixon     | Dale Eaglesham  | Robert Lawrence Stine | Inedito                                      | n/a            |
| 146 | Marzo     | Blood Circus                            | Circo di sangue                   | Chuck Dixon     | Gary Kwapisz    | Daniel Horne          | Conan la Spada Selvaggia 78 (Comic Art)      | Maggio 1993    |
| 147 | Aprile    | Vulture's Shadow                        | L'ombra dell'avvoltoio            | Chuck Dixon     | Gary Kwapisz    | Joe Jusko             | Conan la Spada Selvaggia 78 (Comic Art)      | Maggio 1993    |
| 147 | Aprile    | Rites of Passage                        | n/a                               | William Johnson | William Johnson | Joe Jusko             | Inedito                                      | n/a            |
| 148 | Maggio    | Besieger of Cities                      | Gli assedianti                    | Chuck Dixon     | Gary Kwapisz    | Doug Beekman          | Conan la Spada Selvaggia 79 (Comic Art)      |                |
| 148 | Maggio    | Host of the Serpent Cult                | n/a                               | Chuck Dixon     | Vince Giarrano  | Doug Beekman          | Inedito                                      | n/a            |
| 149 | Giugno    | Slaves of the Circle                    | Schiavi della Città dell'Anello   | Chuck Dixon     | Tom Grindberg   | Doug Beekman          | Conan la Spada Selvaggia 79 (Comic Art)      |                |
| 149 | Giugno    | Traitors' Gold                          | n/a                               | Chuck Dixon     | Dale Eaglesham  | Doug Beekman          | Inedito                                      | n/a            |
| 150 | Luglio    | Call to the Slain                       | Chiamata per i morti              | Chuck Dixon     | Gary Kwapisz    | Michael Golden        | Conan la Spada Selvaggia 81 (Comic Art)      |                |
| 150 | Luglio    | Trial by Fear (part 1)                  | n/a                               | John Arcudi     | Mark Pacella    | Michael Golden        | Inedito                                      | n/a            |
| 151 | Agosto    | Fury of the Near-Men                    | La furia dei Quasi Uomini         | Chuck Dixon     | Gary Kwapisz    | Earl Norem            | Conan la Spada Selvaggia 82 (Comic Art)      | Settembre 1993 |
| 151 | Agosto    | A Bond of Blood (Trial by Fear, part 2) | n/a                               | John Arcudi     | Mark Pacella    | Earl Norem            | Inedito                                      | n/a            |
| 152 | Settembre | Valley Beyond the Stars                 | La valle oltre le stelle          | Chuck Dixon     | Gary Kwapisz    | Doug Beekman          | Conan la Spada Selvaggia 83 (Comic Art)      | Ottobre 1993   |
| 152 | Settembre | Invictus                                | n/a                               | John Arcudi     | Dale Eaglesham  | Doug Beekman          | Inedito                                      | n/a            |
| 153 | Ottobre   | Blood on the Sand                       | Sangue sulla sabbia               | Chuck Dixon     | Gary Kwapisz    | Earl Norem            | Conan la Spada Selvaggia 85 (Comic Art)      | Dicembre 1993  |
| 153 | Ottobre   | Phantasm                                | Fantasma                          | Jim Owsley      | Luke McDonnell  | Earl Norem            | The Savage Sword of Conan 48 (Panini Comics) | Ottobre 2019   |
| 154 | Novembre  | Return of the Iron Damsels              | Il ritorno delle vergini di ferro | Chuck Dixon     | Gary Kwapisz    | Joe Jusko             | Conan la Spada Selvaggia 86 (Comic Art)      | Gennaio 1994   |
| 154 | Novembre  | ...To Fight Another Day!                | Per combattere un altro giorno!   | Don Kraar       | Terry Tidwell   | Joe Jusko             | The Savage Sword of Conan 49 (Panini Comics) | Novembre 2019  |
| 155 | Novembre  | Behind the Walls of Night               | Dietro le mura della notte        | Chuck Dixon     | Ernie Chan      | Dorian Cleavenger     | Conan la Spada Selvaggia 87 (Comic Art)      | Febbraio 1994  |

### 1989
| Nr. | Data      | TItolo                                             | Titolo italiano                        | Sceneggiatura              | Disegni           | Copertina         | Prima edizione italiana                        | Data italiana |
| --- | --------- | -------------------------------------------------- | -------------------------------------- | -------------------------- | ----------------- | ----------------- | ---------------------------------------------- | ------------- |
| 156 | Gennaio   | Rogue's Honor                                      | Onore tra i ladri                      | Chuck Dixon                | Michael Docherty  | Joe Jusko         | The Savage Sword of Conan 49 (Panini Comics)   | Novembre 2019 |
| 157 | Febbraio  | The Wrath of Crom                                  | L'ira di Crom                          | Don Kraar                  | Dale Eaglesham    | Dorian Cleavenger | The Savage Sword of Conan 50 (Panini Comics)   | Novembre 2019 |
| 157 | Febbraio  | Infant Terrible                                    | n/a                                    | Bruce Jones                | Bruce Jones       | Dorian Cleavenger | Inedito                                        | n/a           |
| 158 | Marzo     | Bane of the Dark Brotherhood                       | Il flagello della Confraternita Oscura | Chuck Dixon                | Ernie Chan        | Ovi Hondru        | The Savage Sword of Conan 50 (Panini Comics)   | Novembre 2019 |
| 158 | Marzo     | Caresses of Mine Enemy                             | n/a                                    | John Arcudi                | Jim Valentino     | Ovi Hondru        | Inedito                                        | n/a           |
| 159 | Aprile    | The Wheel                                          | La ruota                               | Chuck Dixon                | Michael Docherty  | Joe Jusko         | The Savage Sword of Conan 50 (Panini Comics)   | Novembre 2019 |
| 159 | Aprile    | The Plague King                                    | n/a                                    | Chuck Dixon                | Don Perlin        | Joe Jusko         | Inedito                                        | n/a           |
| 160 | Maggio    | Brothers                                           | Fratelli                               | Christopher Priest         | Andy Kubert       | Dorian Vallejo    | La Spada Selvaggia di Conan 96 (Panini Comics) | Dicembre 1994 |
| 161 | Giugno    | Call of the Howling Shadows                        | Il richiamo delle Ombre Urlanti        | Chuck Dixon                | Gary Kwapisz      | Ovi Hondru        | The Savage Sword of Conan 51 (Panini Comics)   | Novembre 2019 |
| 161 | Giugno    | Distortions                                        | n/a                                    | John Arcudi                | Ernie Chan        | Ovi Hondru        | Inedito                                        | n/a           |
| 162 | Luglio    | The Horned God                                     | Il Dio cornuto                         | Chuck Dixon                | Jorge Zaffino     | Dorian Vallejo    | La Spada Selvaggia di Conan 96 (Panini Comics) | Dicembre 1994 |
| 162 | Luglio    | Solomon Kane's Homecoming                          | Solomon Kane ritorna a casa            | Steve Carr                 | Steve Carr        | Dorian Vallejo    | La Spada Selvaggia di Conan 97 (Panini Comics) | Gennaio 1995  |
| 163 | Agosto    | Code of the Wolf                                   | Il Codice del Lupo                     | Chuck Dixon e Gary Kwapisz | Gary Kwapisz      | Mark Caparosa     | The Savage Sword of Conan 52 (Panini Comics)   | Dicembre 2019 |
| 164 | Settembre | The Slithering God                                 | Il Dio strisciante                     | Chuck Dixon                | Ernie Chan        | Earl Norem        | La Spada Selvaggia di Conan 99 (Panini Comics) | Marzo 1995    |
| 164 | Settembre | Uprising                                           | n/a                                    | Matthew Jorgensen          | Matthew Jorgensen | Earl Norem        | Inedito                                        | n/a           |
| 165 | Ottobre   | City of Rats                                       | La città dei ratti                     | Chuck Dixon e Gary Kwapisz | Gary Kwapisz      | Dorian Vallejo    | Le Cronache di Conan 11 (Marvel Italia)        | Marzo 1996    |
| 165 | Ottobre   | Siege                                              | n/a                                    | John Arcudi                | Tony Salmons      | Dorian Vallejo    | Inedito                                        | n/a           |
| 166 | Novembre  | The Blood of Brothers (A Hyborian Odyssey, part 1) | Il sangue dei fratelli                 | Gerry Conway               | Michael Docherty  | Earl Norem        | Le Cronache di Conan 1 (Marvel Italia)         | Aprile 1995   |
| 167 | Dicembre  | Spirit of the Beast (A Hyborian Odyssey, part 2)   | Lo spirito della besti                 | Gerry Conway               | Michael Docherty  | Earl Norem        | The Savage Sword of Conan 53 (Panini Comics)   | Dicembre 2019 |
| 168 | Dicembre  | The God Below (A Hyborian Odyssey, part 3)         | Il Dio dei flutti                      | Gerry Conway               | Michael Docherty  | Earl Norem        | The Savage Sword of Conan 54 (Panini Comics)   | Gennaio 2020  |

### 1990
| Nr. | Data      | TItolo                                               | Titolo italiano                     | Sceneggiatura                               | Disegni                                                 | Copertina       | Prima edizione italiana                        | Data italiana |
| --- | --------- | ---------------------------------------------------- | ----------------------------------- | ------------------------------------------- | ------------------------------------------------------- | --------------- | ---------------------------------------------- | ------------- |
| 169 | Gennaio   | Brothers of the Skull (A Hyborian Odyssey, epilogue) | Fratelli del Teschio                | Gerry Conway                                | Michael Docherty                                        | Ovi Hondru      | The Savage Sword of Conan 54 (Panini Comics)   | Gennaio 2020  |
| 169 | Gennaio   | The Endless Stair                                    | n/a                                 | Peter Gillis                                | Steve Carr                                              | Ovi Hondru      | Inedito                                        | n/a           |
| 169 | Gennaio   | Death and Taxes                                      | n/a                                 | Dave Simons                                 | Dave Simons                                             | Ovi Hondru      | Inedito                                        | n/a           |
| 170 | Febbraio  | Emerald Lust                                         | Brama smeraldo                      | Chuck Dixon                                 | Gary Kwapisz                                            | Joe Jusko       | The Savage Sword of Conan 54 (Panini Comics)   | Gennaio 2020  |
| 171 | Marzo     | Hunter's Moon                                        | La luna del cacciatore              | Doug Murray                                 | Dave Hoover                                             | Earl Norem      | The Savage Sword of Conan 55 (Panini Comics)   | Gennaio 2020  |
| 171 | Marzo     | Shattered Innocence                                  | Innocenza spezzata                  | John Arcudi                                 | Steve Carr                                              | Earl Norem      | La Saga di Solomon Kane 2 (Panini Comics)      | Giugno 2018   |
| 172 | Aprile    | Swarm of the Bogwitch                                | Lo sciame della Strega della palude | Chuck Dixon                                 | Michael Docherty                                        | Ovi Hondru      | The Savage Sword of Conan 55 (Panini Comics)   | Gennaio 2020  |
| 172 | Aprile    | By Hatred Reborn                                     | n/a                                 | John Arcudi                                 | Javier Saltares                                         | Ovi Hondru      | Inedito                                        | n/a           |
| 172 | Aprile    | A Groaning in the Earth                              | n/a                                 | Alan Rowlands                               | Ovi Hondru                                              | Ovi Hondru      | Inedito                                        | n/a           |
| 172 | Aprile    | The Waif and the Warrior                             | n/a                                 | Jim Valentino                               | Steve Carr                                              | Ovi Hondru      | Inedito                                        | n/a           |
| 173 | Maggio    | A Tomb for the Living                                | Una tomba per i vivi                | John Arcudi                                 | Ernie Chan                                              | Nick Jainschigg | The Savage Sword of Conan 55 (Panini Comics)   | Gennaio 2020  |
| 174 | Giugno    | Red Stones                                           | Gemme rosse                         | Gerry Conway                                | Mike Clark, Brad Vancata, Joe Rosas e Mickey Ritter     | Earl Norem      | The Savage Sword of Conan 56 (Panini Comics)   | Febbraio 2020 |
| 175 | Luglio    | Blade of the Demon Slayer                            | n/a                                 | John Arcudi                                 | Armando Gil                                             | Dorian Vallejo  | The Savage Sword of Conan 56 (Panini Comics)   | Febbraio 2020 |
| 176 | Agosto    | The Three Deaths of Conan                            | n/a                                 | Chuck Dixon e Gary Kwapisz                  | Gary Kwapisz, Neil Hansen, Flint Henry e Timothy Truman | Earl Norem      | La Spada Selvaggia di Conan 97 (Panini Comics) | Gennaio 1995  |
| 177 | Settembre | The Well of Whispers                                 | n/a                                 | Chuck Dixon (script) / Luke McDonnell (art) | Luke McDonnell                                          | Ovi Hondru      | The Savage Sword of Conan 57 (Panini Comics)   | Febbraio 2020 |
| 177 | Settembre | King Kull                                            | n/a                                 | n/a                                         | Steve Carr                                              | Ovi Hondru      | Inedito                                        | n/a           |
| 177 | Settembre | The Ties That Bind                                   | I lacci che legano                  | Renee Witterstaetter                        | Ernie Chan                                              | Ovi Hondru      | Conan la Spada Selvaggia 56 (Comic Art)        | Luglio 1991   |
| 177 | Settembre | The Revenge of the Red Brotherhood                   | n/a                                 | Steve Ringgenberg e Matthew Jorgensen       | Matthew Jorgensen                                       | Ovi Hondru      | Inedito                                        | n/a           |
| 178 | Ottobre   | Pillar of the Sky                                    | n/a                                 | Chuck Dixon                                 | Michael Docherty                                        | Joe Chiodo      | Le Cronache di Conan 13 (Marvel Italia)        | Luglio 1996   |
| 178 | Ottobre   | Chains                                               | n/a                                 | Sue Flaxman                                 | Gavin Curtis                                            | Joe Chiodo      | Inedito                                        | n/a           |
| 179 | Ottobre   | Fury of the Iron Damsels                             | n/a                                 | Chuck Dixon                                 | Gary Kwapisz                                            | Earl Norem      | The Savage Sword of Conan 57 (Panini Comics)   | Febbraio 2020 |
| 179 | Ottobre   | What Dwells Below                                    | n/a                                 | Eric Fein                                   | Ernie Chan                                              | Earl Norem      | The Savage Sword of Conan 57 (Panini Comics)   | Febbraio 2020 |
| 180 | Dicembre  | The Tomb of Lost Visions                             | n/a                                 | Doug Moench                                 | Michael Docherty                                        | Ovi Hondru      | The Savage Sword of Conan 58 (Panini Comics)   | Marzo 2020    |

### 1991
| Nr. | Data      | TItolo                                                    | Titolo italiano                 | Sceneggiatura            | Disegni             | Copertina      | Prima edizione italiana                        | Data italiana |
| --- | --------- | --------------------------------------------------------- | ------------------------------- | ------------------------ | ------------------- | -------------- | ---------------------------------------------- | ------------- |
| 181 | Gennaio   | The Face of God                                           | n/a                             | Paul Kupperberg          | Michael Docherty    | Dorian Vallejo | The Savage Sword of Conan 58 (Panini Comics)   | Marzo 2020    |
| 181 | Gennaio   | The Rescue                                                | n/a                             | Dwight Jon Zimmerman     | Tony DeZuniga       | Dorian Vallejo | The Savage Sword of Conan 58 (Panini Comics)   | Marzo 2020    |
| 182 | Gennaio   | The Devourers                                             | n/a                             | Doug Murray              | Rich Buckler        | Ovi Hondru     | The Savage Sword of Conan 58 (Panini Comics)   | Marzo 2020    |
| 182 | Gennaio   | Matters of Life and Death                                 | n/a                             | Steve Proudfoot          | Armando Gil         | Ovi Hondru     | The Savage Sword of Conan 58 (Panini Comics)   | Marzo 2020    |
| 182 | Gennaio   | The Man Who Would Be King                                 | n/a                             | John Arcudi              | Fred Carrillo       | Ovi Hondru     | Inedito                                        | n/a           |
| 183 | Marzo     | The Decapitating God                                      | n/a                             | Chuck Dixon              | Ernie Chan          | Doug Beekman   | The Savage Sword of Conan 59 (Panini Comics)   | Marzo 2020    |
| 183 | Marzo     | Threnody                                                  | n/a                             | John Arcudi              | Fred Carrillo       | Doug Beekman   | Inedito                                        | n/a           |
| 184 | Aprile    | Disciple                                                  | n/a                             | Larry Yakata             | Michael Docherty    | Lou Harrison   | The Savage Sword of Conan 59 (Panini Comics)   | Marzo 2020    |
| 185 | Maggio    | The Masque of the Demon                                   | n/a                             | Don Kraar                | Dale Eaglesham      | Ovi Hondru     | The Savage Sword of Conan 59 (Panini Comics)   | Marzo 2020    |
| 185 | Maggio    | Acts of Bravery                                           | n/a                             | Renee Witterstaetter     | Ernie Chan          | Ovi Hondru     | The Savage Sword of Conan 60 (Panini Comics)   | Aprile 2020   |
| 186 | Giugno    | Horror Out of Time                                        | n/a                             | Chuck Dixon              | Steve Carr          | Lou Harrison   | The Savage Sword of Conan 60 (Panini Comics)   | Aprile 2020   |
| 187 | Luglio    | Blood Bond                                                | n/a                             | Larry Yakata             | Ernie Chan          | Ovi Hondru     | The Savage Sword of Conan 60 (Panini Comics)   | Aprile 2020   |
| 187 | Luglio    | Red Sonja Quells the Song of the Siren                    | n/a                             | Marie Javins             | Steve Buccellato    | Ovi Hondru     | Inedito                                        | n/a           |
| 188 | Agosto    | The Power of Honor                                        | n/a                             | Doug Murray              | Tod Smith           | Earl Norem     | The Savage Sword of Conan 60 (Panini Comics)   | Aprile 2020   |
| 188 | Agosto    | The Endless River of Blood                                | n/a                             | Sandy Plunkett           | Dave Cockrum        | Earl Norem     | Inedito                                        | n/a           |
| 189 | Settembre | The Eye of the Storm                                      | n/a                             | Michael Higgins          | Michael Docherty    | Ovi Hondru     | Inedito                                        | n/a           |
| 189 | Settembre | What Can One Man Do?                                      | n/a                             | Doug Murray              | Patrick Archibald   | Ovi Hondru     | Inedito                                        | n/a           |
| 190 | Ottobre   | The Skull on the Seas (part 1)                            | Il teschio dei mari             | Roy Thomas e Dann Thomas | John Buscema        | Earl Norem     | Conan la Spada Selvaggia 80 (Comic Art)        | Luglio 1993   |
| 190 | Ottobre   | Death and Life in Tiger Valley: Part I                    | n/a                             | Roy Thomas               | Eufronio Reyes Cruz | Earl Norem     | La Spada Selvaggia di Conan 98 (Panini Comics) | Febbraio 1995 |
| 191 | Novembre  | Jade Coils in Black Khemi. The Skull on the Seas (part 2) | Spire di giada in Khemi la Nera | Roy Thomas e Dann Thomas | John Buscema        | Joe Jusko      | Conan la Spada Selvaggia 80 (Comic Art)        | Luglio 1993   |
| 191 | Novembre  | Death and Life in Tiger Valley: Part II                   | n/a                             | Roy Thomas               | Eufronio Reyes Cruz | Joe Jusko      | Inedito                                        | n/a           |
| 192 | Dicembre  | The Cape of Dark Dreams. The Skull on the Seas (part 3)   | Il Capo dei sogni oscuri        | Roy Thomas e Dann Thomas | John Buscema        | Bob Larkin     | Conan la Spada Selvaggia 80 (Comic Art)        | Luglio 1993   |
| 192 | Dicembre  | Death and Life in Tiger Valley: Part III                  | n/a                             | Roy Thomas               | Eufronio Reyes Cruz | Bob Larkin     | Inedito                                        | n/a           |
| 192 | Dicembre  | On the Road of Kings                                      | n/a                             | Roy Thomas e Dann Thomas | Tony DeZuniga       | Bob Larkin     | Inedito                                        | n/a           |

### 1992
| Nr. | Data      | TItolo                                                                   | Titolo italiano                | Sceneggiatura            | Disegni             | Copertina       | Prima edizione italiana                        | Data italiana  |
| --- | --------- | ------------------------------------------------------------------------ | ------------------------------ | ------------------------ | ------------------- | --------------- | ---------------------------------------------- | -------------- |
| 193 | Gennaio   | Death in a Land Unknown                                                  | Morte in una terra sconosciuta | Roy Thomas e Dann Thomas | John Buscema        | Earl Norem      | Conan la Spada Selvaggia 80 (Comic Art)        | Luglio 1993    |
| 193 | Gennaio   | The Pict-Killer                                                          | n/a                            | Roy Thomas               | Tony DeZuniga       | Earl Norem      | Inedito                                        | n/a            |
| 194 | Febbraio  | The Witch-Queen of Yamatai!                                              | La Regina-Strega di Yamatai    | Roy Thomas e Dann Thomas | John Buscema        | Earl Norem      | Conan la Spada Selvaggia 81 (Comic Art)        | Agosto 1993    |
| 194 | Febbraio  | The Road to Zamboula                                                     | n/a                            | Roy Thomas               | Tony DeZuniga       | Earl Norem      | Inedito                                        | n/a            |
| 195 | Marzo     | Thunder Beneath Yamatai                                                  | Tuono sotto Yamatai            | Roy Thomas e Dann Thomas | John Buscema        | Ovi Hondru      | Conan la Spada Selvaggia 81 (Comic Art)        | Agosto 1993    |
| 195 | Marzo     | Swordless in Zamboula                                                    | n/a                            | Roy Thomas               | Tony DeZuniga       | Ovi Hondru      | Inedito                                        | n/a            |
| 196 | Aprile    | The Devourer of the Dead                                                 | Il divoratore di morti         | Roy Thomas               | John Buscema        | Earl Norem      | Conan la Spada Selvaggia 82 (Comic Art)        | Settembre 1993 |
| 196 | Aprile    | Bride of the Buccaneer                                                   | n/a                            | Roy Thomas               | Eufronio Reyes Cruz | Earl Norem      | Inedito                                        | n/a            |
| 197 | Maggio    | A Night in Messantia!                                                    | Una notte a Messantia          | Roy Thomas               | John Buscema        | Ovi Hondru      | Conan la Spada Selvaggia 83 (Comic Art)        | Ottobre 1993   |
| 197 | Maggio    | Raiders of the Pictish Isles                                             | n/a                            | Roy Thomas               | Eufronio Reyes Cruz | Ovi Hondru      | Inedito                                        | n/a            |
| 198 | Giugno    | The Soul Eater                                                           | Il divoratore di anime         | Roy Thomas               | John Buscema        | Bob Larkin      | Conan la Spada Selvaggia 84 (Comic Art)        | Novembre 1993  |
| 198 | Giugno    | Vengeance in Valusia (part 1)                                            | n/a                            | Roy Thomas               | Eufronio Reyes Cruz | Bob Larkin      | Inedito                                        | n/a            |
| 199 | Luglio    | Treachery on Tortage                                                     | Tradimento a Tortage           | Roy Thomas               | John Buscema        | Ovi Hondru      | Conan la Spada Selvaggia 85 (Comic Art)        | Dicembre 1993  |
| 199 | Luglio    | The Pit (Vengeance in Valusia, part 2)                                   | n/a                            | Roy Thomas               | Eufronio Reyes Cruz | Ovi Hondru      | Inedito                                        | n/a            |
| 200 | Agosto    | Barbarians of the Border                                                 | Barbari del confine            | Roy Thomas               | John Buscema        | Joe Jusko       | Conan la Spada Selvaggia 86 (Comic Art)        | Gennaio 1994   |
| 201 | Settembre | The Man in the Iron Tower                                                | L'uomo nella torre di ferro    | Roy Thomas               | M. C. Wyman         | Vince Evans     | Conan la Spada Selvaggia 87 (Comic Art)        | Febbraio 1994  |
| 202 | Ottobre   | The Sword and the Scythe                                                 | n/a                            | Roy Thomas               | John Buscema        | Earl Norem      | La Spada Selvaggia di Conan 89 (Panini Comics) | Maggio 1994    |
| 202 | Ottobre   | Exile of Atlantis                                                        | Esilio su Atlantide            | Roy Thomas               | Eufronio Reyes Cruz | Earl Norem      | La Spada Selvaggia di Conan 91 (Panini Comics) | Luglio 1994    |
| 203 | Novembre  | Marauders in Meroe                                                       | n/a                            | Roy Thomas               | John Buscema        | Vince Evans     | La Spada Selvaggia di Conan 89 (Panini Comics) | Maggio 1994    |
| 203 | Novembre  | Old Garrad's Heart                                                       | n/a                            | Roy Thomas               | Sandu Florea        | Vince Evans     | Inedito                                        | n/a            |
| 204 | Dicembre  | Drums and Death out of Tombalku (Conan in the City of Magicians, part 3) | Tamburi di morte a Tombalku    | Roy Thomas               | John Buscema        | Alan Rabinowitz | La Spada Selvaggia di Conan 90 (Panini Comics) | Giugno 1994    |
| 204 | Dicembre  | Murderer's Grog                                                          | n/a                            | Roy Thomas               | Ovi Hondru          | Alan Rabinowitz | Inedito                                        | n/a            |

### 1993
| Nr. | Data      | TItolo                                                                  | Titolo italiano                             | Sceneggiatura                   | Disegni                                                            | Copertina              | Prima edizione italiana                        | Data italiana  |
| --- | --------- | ----------------------------------------------------------------------- | ------------------------------------------- | ------------------------------- | ------------------------------------------------------------------ | ---------------------- | ---------------------------------------------- | -------------- |
| 205 | Gennaio   | Kheshatta! (Conan in the City of Magicians, part 4)                     | Kheshatta!                                  | Roy Thomas                      | John Buscema                                                       | John Watkiss           | La Spada Selvaggia di Conan 90 (Panini Comics) | Giugno 1994    |
| 205 | Gennaio   | The Haunter of the Ring                                                 | n/a                                         | Roy Thomas                      | Jerry DeCaire                                                      | John Watkiss           | Le Cronache di Conan 11 (Marvel Italia)        | Marzo 1996     |
| 206 | Febbraio  | When Wizards Make War (Conan in the City of Magicians, part 5 - finale) | Quando i maghi fanno la guerra              | Roy Thomas                      | John Buscema                                                       | Bob Larkin             | La Spada Selvaggia di Conan 91 (Panini Comics) | Luglio 1994    |
| 207 | Marzo     | Bugs, Brigands, and Blind Seers (Conan and the Spider God - part 1)     | Insetti, briganti e profeti ciechi          | Roy Thomas                      | John Buscema                                                       | Michael William Kaluta | Conan la Spada Selvaggia 88 (Comic Art)        | Marzo 1994     |
| 207 | Marzo     | Diverging Paths (Road to Zanadu - part 1)                               | n/a                                         | Roy Thomas e Dann Thomas        | Dell Barras                                                        | Michael William Kaluta | Inedito                                        | n/a            |
| 208 | Aprile    | A Barbarian Returns to Yezud (Conan and the Spider God - part 2)        | Un barbaro ritorna a Yezud                  | Roy Thomas                      | John Buscema                                                       | George Pratt           | Conan la Spada Selvaggia 88 (Comic Art)        | Marzo 1994     |
| 208 | Aprile    | All in the Game (Road to Zanadu - part 2)                               | n/a                                         | Roy Thomas e Dann Thomas        | Dell Barras                                                        | George Pratt           | Inedito                                        | n/a            |
| 209 | Maggio    | Death Stalks a Well-Tended Garden (Conan and the Spider God - part 3)   | La morte striscia in un ben curato giardino | Roy Thomas                      | John Buscema                                                       | John Watkiss           | Conan la Spada Selvaggia 88 (Comic Art)        | Marzo 1994     |
| 209 | Maggio    | Battles Lost and Won (Road to Zanadu - part 3)                          | n/a                                         | Roy Thomas e Dann Thomas        | Reggie Jones                                                       | John Watkiss           | Inedito                                        | n/a            |
| 210 | Giugno    | The Children of Zath (Conan and the Spider God - part 4)                | I figli di Zath                             | Roy Thomas                      | John Buscema                                                       | Vince Evans            | Conan la Spada Selvaggia 88 (Comic Art)        | Marzo 1994     |
| 210 | Giugno    | The End of the Road (Road to Zanadu - part 4)                           | n/a                                         | Roy Thomas e Dann Thomas        | Kirk Etienne                                                       | Vince Evans            | Inedito                                        | n/a            |
| 211 | Luglio    | The Gods Above - the Beasts Below (Gods of the Mountain - part 1)       | n/a                                         | Roy Thomas                      | Rafael Kayanan                                                     | George Pratt           | La Spada Selvaggia di Conan 92 (Panini Comics) | Agosto 1994    |
| 211 | Luglio    | The God of Thieves - Part 1                                             | n/a                                         | James Rose                      | Ernie Chan                                                         | George Pratt           | La Spada Selvaggia di Conan 94 (Panini Comics) | Ottobre 1994   |
| 212 | Agosto    | To Live as Gods ... To Die as Men (Gods of the Mountain - part 2)       | n/a                                         | Roy Thomas                      | Rafael Kayanan                                                     | Julie Bell             | La Spada Selvaggia di Conan 93 (Panini Comics) | Settembre 1994 |
| 212 | Agosto    | The Blood of Bel (God of Thieves - part 2)                              | n/a                                         | James Rose                      | Ernie Chan                                                         | Julie Bell             | La Spada Selvaggia di Conan 94 (Panini Comics) | Ottobre 1994   |
| 213 | Settembre | Death Has Four Corners (Gods of the Mountain - part 3)                  | n/a                                         | Roy Thomas                      | Rafael Kayanan                                                     | Jim Hoston             | La Spada Selvaggia di Conan 93 (Panini Comics) | Settembre 1994 |
| 213 | Settembre | Thief in the Night                                                      | n/a                                         | Don Kraar                       | Dave Simons                                                        | Jim Hoston             | La Spada Selvaggia di Conan 91 (Panini Comics) | Luglio 1994    |
| 213 | Settembre | Daughter of the Western Sea                                             | n/a                                         | Doug Murray                     | Andre Coates                                                       | Jim Hoston             | Inedito                                        | n/a            |
| 213 | Settembre | Conscience of the King                                                  | n/a                                         | Chuck Dixon                     | Eliot R. Brown                                                     | Jim Hoston             | La Spada Selvaggia di Conan 91 (Panini Comics) | Luglio 1994    |
| 214 | Ottobre   | The Reign of Thulandra Thuu                                             | n/a                                         | Roy Thomas                      | Ernie Chan                                                         | Julie Bell             | Inedito                                        | n/a            |
| 215 | Novembre  | When Wakes the Golden Serpent (Gods of the Mountain - part 4)           | n/a                                         | Roy Thomas                      | Rafael Kayanan                                                     | Tim Conrad             | La Spada Selvaggia di Conan 93 (Panini Comics) | Settembre 1994 |
| 215 | Novembre  | Savage Brotherhood                                                      | n/a                                         | John Arcudi                     | Don Hudson                                                         | Tim Conrad             | Inedito                                        | n/a            |
| 215 | Novembre  | Caresses of Mine Enemy                                                  | n/a                                         | Roy Thomas; John Arcudi (trama) | Dale Eaglesham                                                     | Tim Conrad             | Inedito                                        | n/a            |
| 216 | Dicembre  | The Vengeance of Nitocris                                               | n/a                                         | Roy Thomas                      | Alfredo Alcala (prologo) e Eufronio Reyes Cruz (storia principale) | Toni Taylor            | La Spada Selvaggia di Conan 95 (Panini Comics) | Novembre 1994  |

### 1994
| Nr. | Data      | TItolo                                                             | Titolo italiano                                                   | Sceneggiatura            | Disegni             | Copertina      | Prima edizione italiana                         | Data italiana  |
| --- | --------- | ------------------------------------------------------------------ | ----------------------------------------------------------------- | ------------------------ | ------------------- | -------------- | ----------------------------------------------- | -------------- |
| 217 | Gennaio   | For the Soul of a Cimmerian (Conan the Mercenary - part 1)         | n/a                                                               | Roy Thomas               | Esteban Maroto      | Tim Conrad     | La Spada Selvaggia di Conan 94 (Panini Comics)  | Ottobre 1994   |
| 217 | Gennaio   | When Walks the Living Wind (Gods of the Mountain - part 5, finale) | n/a                                                               | Roy Thomas               | Rafael Kayanan      | Tim Conrad     | La Spada Selvaggia di Conan 93 (Panini Comics)  | Settembre 1994 |
| 218 | Febbraio  | When Turns the Wheel of Swords                                     | n/a                                                               | Roy Thomas               | Eufronio Reyes Cruz | Earl Norem     | Le Cronache di Conan 2 (Marvel Italia)          | Maggio 1995    |
| 218 | Febbraio  | Conan Magus (Conan the Mercenary - part 2)                         | n/a                                                               | Roy Thomas               | Esteban Maroto      | Earl Norem     | La Spada Selvaggia di Conan 95 (Panini Comics)  | Novembre 1994  |
| 219 | Marzo     | Death's Dark Riders: Part One                                      | I neri cavalieri della morte, parte 1                             | Roy Thomas               | Colin McNeil        | Colin McNeil   | La Spada Selvaggia di Conan 98 (Panini Comics)  | Febbraio 1995  |
| 219 | Marzo     | The Black Hound of Death                                           | n/a                                                               | Roy Thomas               | Michael Docherty    | Colin McNeil   | Le Cronache di Conan 2 (Marvel Italia)          | Maggio 1995    |
| 220 | Aprile    | Death's Dark Riders: Part Two-Death's Dark Tower                   | I neri cavalieri della morte, parte 2 - La torre nera della morte | Roy Thomas               | Colin McNeil        | Colin McNeil   | La Spada Selvaggia di Conan 98 (Panini Comics)  | Febbraio 1995  |
| 220 | Aprile    | Talons of Nergal                                                   | n/a                                                               | Roy Thomas               | Michael Docherty    | Colin McNeil   | Le Cronache di Conan 2 (Marvel Italia)          | Maggio 1995    |
| 221 | Maggio    | Werewoman                                                          | n/a                                                               | Roy Thomas               | Robert E. Brown     | George Pratt   | La Spada Selvaggia di Conan 99 (Panini Comics)  | Marzo 1995     |
| 221 | Maggio    | Death Has Four Fingers                                             | n/a                                                               | Roy Thomas               | Michael Docherty    | George Pratt   | Le Cronache di Conan 3 (Marvel Italia)          | Giugno 1995    |
| 222 | Giugno    | The Coming of Conan                                                | L'arrivo di Conan                                                 | Roy Thomas               | John Buscema        | Fred Harper    | La Spada Selvaggia di Conan 100 (Panini Comics) | Aprile 1995    |
| 222 | Giugno    | Haunters of Terror Tower                                           | n/a                                                               | Roy Thomas               | Malcolm Davis       | Fred Harper    | Le Cronache di Conan 9 (Marvel Italia)          | Dicembre 1995  |
| 223 | Luglio    | Nekht Semerkeht                                                    | n/a                                                               | Roy Thomas               | Alfredo Alcala      | John Watkiss   | Le Cronache di Conan 5 (Marvel Italia)          | Agosto 1995    |
| 223 | Luglio    | The Many Mirrors Of Tuzun Thune                                    | n/a                                                               | Roy Thomas               | Michael Docherty    | John Watkiss   | Le Cronache di Conan 3 (Marvel Italia)          | Giugno 1995    |
| 224 | Agosto    | Dwellers Under the Tombs                                           | n/a                                                               | Roy Thomas               | John Watkiss        | John Watkiss   | Le Cronache di Conan 7 (Marvel Italia)          | Ottobre 1995   |
| 224 | Agosto    | Dragons of the World's Dawn                                        | n/a                                                               | Roy Thomas               | Michael Docherty    | John Watkiss   | Le Cronache di Conan 3 (Marvel Italia)          | Giugno 1995    |
| 225 | Settembre | Swords of Sukhmet                                                  | n/a                                                               | Roy Thomas               | John Buscema        | Doug Beekman   | La Spada Selvaggia di Conan 100 (Panini Comics) | Aprile 1995    |
| 225 | Settembre | Valeria of the Red Brotherhood                                     | n/a                                                               | Roy Thomas e Dann Thomas | Esteban Maroto      | Doug Beekman   | Le Cronache di Conan 9 (Marvel Italia)          | Dicembre 1995  |
| 226 | Ottobre   | Of Kings and Cataclysms (part 1)                                   | n/a                                                               | Roy Thomas               | Michael Docherty    | Earl Norem     | Le Cronache di Conan 4 (Marvel Italia)          | Luglio 1995    |
| 226 | Ottobre   | Days of Worlds Ending (Of Kings and Cataclysms - part 2)           | n/a                                                               | Roy Thomas               | Michael Docherty    | Earl Norem     | Le Cronache di Conan 4 (Marvel Italia)          | Luglio 1995    |
| 226 | Ottobre   | Back From the Abyss (Of Kings and Cataclysms - part 3)             | n/a                                                               | Roy Thomas               | Michael Docherty    | Earl Norem     | Le Cronache di Conan 4 (Marvel Italia)          | Luglio 1995    |
| 227 | Novembre  | Day of Manhood                                                     | n/a                                                               | Roy Thomas               | Mark Pennington     | Earl Norem     | Le Cronache di Conan 5 (Marvel Italia)          | Agosto 1995    |
| 227 | Novembre  | Treasure                                                           | n/a                                                               | Roy Thomas               | Rey Garcia          | Earl Norem     | Inedito                                         | n/a            |
| 227 | Novembre  | A Horror of a Different Color                                      | n/a                                                               | Roy Thomas               | Ernie Chan          | Earl Norem     | Le Cronache di Conan 5 (Marvel Italia)          | Agosto 1995    |
| 227 | Novembre  | The Phoenix in the Shadow                                          | n/a                                                               | Roy Thomas               | Fred Harper         | Earl Norem     | Le Cronache di Conan 10 (Marvel Italia)         | Gennaio 1996   |
| 228 | Dicembre  | Lions of Corinthia                                                 | n/a                                                               | Roy Thomas               | Alex Nino           | Luke Lieberman | Le Cronache di Conan 8 (Marvel Italia)          | Novembre 1995  |
| 228 | Dicembre  | Road to Shondakar                                                  | n/a                                                               | Roy Thomas               | Pablo Marcos        | Luke Lieberman | Inedito                                         | n/a            |

### 1995
| Nr. | Data     | TItolo                                             | Titolo italiano   | Sceneggiatura | Disegni             | Copertina    | Prima edizione italiana                 | Data italiana  |
| --- | -------- | -------------------------------------------------- | ----------------- | ------------- | ------------------- | ------------ | --------------------------------------- | -------------- |
| 229 | Gennaio  | Assault on Acheron                                 | n/a               | Roy Thomas    | Michael Docherty    | Fred Harper  | Le Cronache di Conan 6 (Marvel Italia)  | Settembre 1995 |
| 229 | Gennaio  | A Lady for the Burning                             | n/a               | Roy Thomas    | Howard Simpson      | Fred Harper  | Inedito                                 | n/a            |
| 229 | Gennaio  | King Kull: Enslaved                                | n/a               | Roy Thomas    | Eufronio Reyes Cruz | Fred Harper  | Le Cronache di Conan 6 (Marvel Italia)  | Settembre 1995 |
| 230 | Febbraio | Shall Python Fall?                                 | n/a               | Roy Thomas    | Michael Docherty    | Tim Conrad   | Le Cronache di Conan 6 (Marvel Italia)  | Settembre 1995 |
| 230 | Febbraio | The Ring of Ikribu                                 | n/a               | Roy Thomas    | Esteban Maroto      | Tim Conrad   | Inedito                                 | n/a            |
| 230 | Febbraio | King Kull: Like a Wolf at Bay                      | Come un lupo      | Roy Thomas    | Eufronio Reyes Cruz | Tim Conrad   | Conan 2 (Panini Comics)                 | Gennaio 1997   |
| 231 | Marzo    | A Remembrance of Fires Past                        | n/a               | Roy Thomas    | Michael Docherty    | Dan Lawlis   | Le Cronache di Conan 7 (Marvel Italia)  | Ottobre 1995   |
| 231 | Marzo    | The Burrowers From Below!                          | n/a               | Roy Thomas    | Esteban Maroto      | Dan Lawlis   | Inedito                                 | n/a            |
| 231 | Marzo    | King Kull: Rotath Of Lemuria                       | Rotath di lemuria | Roy Thomas    | Eufronio Reyes Cruz | Dan Lawlis   | Conan 3 (Panini Comics)                 | Marzo 1997     |
| 232 | Aprile   | Reflections of Evil                                | n/a               | Roy Thomas    | Michael Docherty    | Doug Beekman | Le Cronache di Conan 8 (Marvel Italia)  | Novembre 1995  |
| 232 | Aprile   | The Road To Sorcery                                | n/a               | Roy Thomas    | Esteban Maroto      | Doug Beekman | Inedito                                 | n/a            |
| 232 | Aprile   | King Kull: The Oath                                | Il patto          | Roy Thomas    | Eufronio Reyes Cruz | Doug Beekman | Conan 4 (Panini Comics)                 | Maggio 1997    |
| 233 | Maggio   | (What has come before)                             | n/a               | Roy Thomas    | Michael Docherty    | Doug Beekman | Inedito                                 | n/a            |
| 233 | Maggio   | Here Be Monsters                                   | n/a               | Roy Thomas    | Michael Docherty    | Doug Beekman | Le Cronache di Conan 12 (Marvel Italia) | Maggio 1996    |
| 233 | Maggio   | Assault on Asroth (Ring of Ikribu - part 4)        | n/a               | Roy Thomas    | Esteban Maroto      | Doug Beekman | Inedito                                 | n/a            |
| 233 | Maggio   | King Kull: Death in a High Place                   | n/a               | Roy Thomas    | Eufronio Reyes Cruz | Doug Beekman | Inedito                                 | n/a            |
| 234 | Giugno   | The Daughter of Raktavashi - part 1                | n/a               | Roy Thomas    | John Buscema        | Vince Evans  | Le Cronache di Conan 10 (Marvel Italia) | Gennaio 1996   |
| 234 | Giugno   | Family Skeletons                                   | n/a               | Roy Thomas    | Michael Docherty    | Vince Evans  | Le Cronache di Conan 12 (Marvel Italia) | Maggio 1996    |
| 235 | Luglio   | A Rage of Goblins (Daughter of Raktavashi - part 2 | n/a               | Roy Thomas    | John Buscema        | Rudy Nebres  | Le Cronache di Conan 10 (Marvel Italia) | Gennaio 1996   |
| 235 | Luglio   | Blood of Beasts                                    | n/a               | Roy Thomas    | Michael Docherty    | Rudy Nebres  | Le Cronache di Conan 12 (Marvel Italia) | Maggio 1996    |

### 2019-2020
Ogni albo contiene anche un capitolo del racconto in prosa intitolato L'ombra della vendetta, con protagonista Conan.
| Nr. | Data           | TItolo                                                   | Titolo italiano                                         | Sceneggiatura  | Disegni         | Colori          | Copertina        | Prima edizione italiana                       | Data italiana |
| --- | -------------- | -------------------------------------------------------- | ------------------------------------------------------- | -------------- | --------------- | --------------- | ---------------- | --------------------------------------------- | ------------- |
| 1   | Aprile 2019    | The Cult of Koga Thun, Part 1: Shipwrecked               | La Setta di Koga Thun, parte 1: Naufragio               | Gerry Duggan   | Ron Garney      | Richard Isanove | Alex Ross        | La Spada Selvaggia di Conan 1 (Panini Comics) | Maggio 2019   |
| 2   | Aprile 2019    | The Cult of Koga Thun, Part 2: Go Ask Crom               | La Setta di Koga Thun parte 2: Chiedilo a Crom!         | Gerry Duggan   | Ron Garney      | Richard Isanove | Alex Ross        | La Spada Selvaggia di Conan 2 (Panini Comics) | Giugno 2019   |
| 3   | Maggio 2019    | The Cult of Koga Thun, Part 3: The Siege of Kheshatta    | La Setta di Koga Thun parte 3: L'assedio di Kheshatta   | Gerry Duggan   | Ron Garney      | Richard Isanove | Alex Ross        | La Spada Selvaggia di Conan 2 (Panini Comics) | Giugno 2019   |
| 4   | Giugno 2019    | The Cult of Koga Thun, Part 4: The Trial of the Eagle    | La Setta di Koga Thun parte 4: La prova dell'Aquila     | Gerry Duggan   | Ron Garney      | Richard Isanove | Alex Ross        | La Spada Selvaggia di Conan 3 (Panini Comics) | Agosto 2019   |
| 5   | Luglio 2019    | The Cult of Koga Thun, Part 5: The Treasure of Kheshatta | La Setta di Koga Thun parte 5: Il tesoro di Kheshatta   | Gerry Duggan   | Ron Garney      | Richard Isanove | Alex Ross        | La Spada Selvaggia di Conan 3 (Panini Comics) | Agosto 2019   |
| 6   | Agosto 2019    | The Suitor's Revenge                                     | La vendetta del pretendente                             | Meredith Finch | Luke Ross       | Nolan Woodard   | David Finch      | La Spada Selvaggia di Conan 4 (Panini Comics) | Ottobre 2019  |
| 7   | Settembre 2019 | Conan the Gambler, Part 1                                | Conan il giocatore parte 1                              | Jim Zub        | Patrick Zircher | Java Tartaglia  | Marco Checchetto | La Spada Selvaggia di Conan 4 (Panini Comics) | Ottobre 2019  |
| 8   | Ottobre 2019   | Conan the Gambler, Part 2: Fortune Favors the Bold       | Conan il giocatore parte 2: La fortuna aiuta gli audaci | Jim Zub        | Patrick Zircher | Java Tartaglia  | Marco Checchetto | La Spada Selvaggia di Conan 5 (Panini Comics) | Dicembre 2019 |
| 9   | Novembre 2019  | Conan the Gambler, Part 3: Luck Is A Lady                | Conan il giocatore parte 3: La fortuna è donna          | Jim Zub        | Patrick Zircher | Java Tartaglia  | Marco Checchetto | La Spada Selvaggia di Conan 5 (Panini Comics) | Dicembre 2019 |
| 10  | Dicembre 2019  | Dark Cavern, Dark Crystal, Part 1                        | Oscura caverna, oscuro cristallo, Parte 1               | Roy Thomas     | Alan Davis      | Chris Sotomayor | Marco Checchetto | La Spada Selvaggia di Conan 6 (Panini Comics) | Febbraio 2020 |
| 11  | Gennaio 2020   | Dark Cavern, Dark Crystal, Part 2                        | Oscura caverna, oscuro cristallo, Parte 2               | Roy Thomas     | Alan Davis      | Chris Sotomayor | Marco Checchetto | La Spada Selvaggia di Conan 6 (Panini Comics) | Febbraio 2020 |
| 12  | Febbraio 2020  | Conan the Searcher                                       | Conan l'inseguitore                                     | Frank Tieri    | Andrea Di Vito  | Java Tartaglia  | Dave Wilkins     | La Spada Selvaggia di Conan 7 (Panini Comics) | Aprile 2020   |

## Riconoscimenti
La serie vinse nella categoria fumetto i British Fantasy Award del 1975 e del 1976.